# 髙島屋
株式会社髙島屋（たかしまや、英: Takashimaya Company, Limited）は、大阪府大阪市中央区難波に本社を置く、老舗の大手百貨店。難波にある大阪店は同社の登記上の本店である。2019年から本社機能の一部を東京都中央区日本橋の髙島屋グループ本社ビルに移転した。日経平均株価の構成銘柄の一つ。
日本百貨店協会に加盟しており、同社を中心としたハイランドグループ （highland＝髙島）を形成している。ロゴでは「高」の字にいわゆる「はしご高（髙）」の字体を用いている。報道などでは「高」の字体が使われることが多い。

## 概要
1831年（天保2年）、京都で飯田新七（現・福井県敦賀市生まれ）が古着・木綿商を開き、義父の飯田儀兵衛の出身地である近江国高島郡南新保村（現・滋賀県高島市今津町南新保）から髙島屋と名付けた。
明治期の半ばから貿易業に参入する。1919年（大正8年）には株式会社髙島屋呉服店として、当時の大阪市の目抜き通りであった堺筋の長堀橋に長堀店を構える。大阪市役所によって御堂筋が大阪のメインストリートとして整備されるのに合わせ、1932年（昭和7年）には御堂筋の南端に位置する南海ビルディング（南海難波駅の駅ビル）のキーテナントとして、ターミナルデパートの南海店を開店した（のちに長堀店を閉店し、南海店に統合して本店の大阪店に改称）。翌1933年（昭和8年）には東京市の日本橋に東京店（現・日本橋店）を開店して、関西資本の百貨店の中ではいち早く第二次世界大戦前に東京進出を果たした。
終戦後は、相模鉄道（相鉄）と合弁して横浜駅西口（神奈川県横浜市西区）の再開発事業により建設された駅ビル「相鉄ジョイナス」のキーテナントとして1959年に横浜髙島屋を開店。1969年には東急電鉄の二子玉川駅（東京都世田谷区）西口に百貨店を核として専門店と大型駐車場併設の玉川髙島屋S・Cを開業しており、これは日本初の郊外型ショッピングセンター（SC）として知られる。1996年には新宿駅南口の新宿貨物駅跡地に専門店街併設の複合商業施設として「タカシマヤタイムズスクエア（髙島屋新宿店）」が開業した。JR東海（東海旅客鉄道）や高島屋などが出資して、2000年にJRセントラルタワーズ（名古屋駅ビル）の核テナントとして「ジェイアール名古屋タカシマヤ」がオープン。2009年に日本橋店本館の建物が日本の百貨店建築としては初めて国の重要文化財に指定された。2019年には「日本橋髙島屋S.C.」に全面リニューアルした。
シンボルとしてバラの花を採用しており、「バラの包みの髙島屋」として包装紙や紙袋、他にもタカシマヤカード（クレジットカード）の券面デザインなどに採用されている。
2019年度において、大阪店、日本橋店、横浜店、ジェイアール名古屋タカシマヤ（グループ店舗）の売上高は1,000億円を超える。1,000億円超えの店舗数では大手百貨店グループの中でもっとも多く、大型店が多いのが特徴である。2021年度の全国百貨店店舗別売上高上位10店舗のうち4店舗が髙島屋（日本橋・横浜・大阪・京都）であり、他の大手百貨店である三越伊勢丹（新宿伊勢丹・日本橋三越の2店舗）、阪急阪神百貨店（阪急うめだ本店の1店舗）、大丸松坂屋（松坂屋名古屋店の1店舗）、そごう・西武（西武池袋本店・そごう横浜店の2店舗）よりランクイン数が多い。2024年度もこの4店舗はランクインしており、10位以内には入らないものの京都店が1115億円、新宿店も売上高が1000億である。
グループ店舗のジェイアール名古屋タカシマヤは2000年開店と比較的新しい店舗ではあるが、巨大ターミナル駅の名古屋駅直結という高い利便性から、栄の松坂屋を抜いて名古屋の地域一番店としての地位を獲得。2024年度では全国の百貨店の店舗別売上高において専門店街ゲートタワーモールの売上を含む合算第3位にまで成長し、直営店ではないものの髙島屋グループの店舗の中で最大の売上高を誇る店舗へと成長した。髙島屋は大阪に本店を置き、関西を地盤とする大手百貨店であるが、大阪店以外にも首都圏では日本橋店や横浜店、中京圏ではジェイアール名古屋タカシマヤなど売上高が大きい大型店舗を全国に複数持つため、関西に留まらず全国的に高い知名度を誇る。
近年は、中国の大手旅行会社と提携して大阪店を中心にインバウンド需要を取り込んだり、近年百貨店業界で主流になりつつある百貨店内におけるショッピングセンター化（小売から不動産事業への転換）を行ったりするなど、従来の百貨店のあり方を見直している。
同社は、関係の深い地方百貨店と提携しているハイランドグループという百貨店共同体の中核企業である。ただし、グループ各社との間では、業務提携関係は有するものの、資本関係を持つものではない。なお、髙島屋自身は、旧三和銀行（現三菱UFJ銀行）の融資系列で構成される三和グループの三水会とその後継社長会である水曜会およびみどり会の会員企業である。ただし、ハイランドグループ自体は、三和グループとは別である。
日本の百貨店業界において、J.フロントリテイリング（大丸松坂屋百貨店）や三越伊勢丹ホールディングス、エイチ・ツー・オー リテイリング（阪急阪神百貨店）、そごう・西武の発足といった業界の再編が進む中、同社は大手百貨店グループの中では他社と合併せずに独立系を保っている。2008年10月に、関西を基盤とする電鉄系百貨店の阪急阪神百貨店（阪急百貨店及び阪神百貨店）を傘下に持つエイチ・ツー・オー リテイリングとの間で資本・業務提携をした。その際、2011年4月を目処に経営統合まで行う予定であったが、2010年3月25日に、経営統合を撤回して業務提携にとどめることを正式発表した。2022年には資本提携（株式の持ち合い）も解消した。
大手百貨店グループの中では三越伊勢丹ホールディングス（8,160億円）、に次ぐ日本2位の売上げを誇り、独立系百貨店として最大である
2021年〜2022年における売り上げでは7,611億円で、2位のセブン&アイ・ホールディングス（百貨店関連部門）（4,469億円）、3位の三越伊勢丹ホールディングス（4,183億円）を上回り最大である。
2025年2月期の連結業績予想は、営業収益4,950億円を見込んでおり、1株当たり当期純利益は121.28円の予想である。

## 沿革
- 1829年：初代飯田新七が高島屋の屋号で京都で古着木綿子切類の行商を始める[19]。
- 1830年：店舗を借りる[19]。
- 1831年1月10日：京都烏丸松原で、古着・木綿商「たかしまや」として営業開始。屋号は、飯田新七の養父・儀兵衛が営んでいた米穀商「髙島屋」から。由来は儀兵衛が近江国高島郡（現在の滋賀県高島市）の出身であることによる。
- 1855年：2代飯田新七、古着商を廃止、木綿呉服商を開始。
- 1887年：貿易部を開設。
- 1898年：大阪店を南区心斎橋筋二丁目に開店。
- 1899年：フランスにリヨン出張所を開設。通信販売地方係を設置。
- 1900年：東京店を京橋区西紺屋町に開店（現・日本橋店）。
- 1904年：髙島屋マークを商標登録。
- 1909年：髙島屋飯田合名会社を設立。資本金100万円。
- 1912年：京都店を烏丸高辻に新築移転。
- 1916年12月1日：東京店を京橋区南伝馬町に新築移転[20]。貿易部門が髙島屋飯田株式会社として独立[20]（のちの丸紅飯田[注釈 3]）。
- 1919年8月20日： 株式会社髙島屋呉服店を設立[2]。

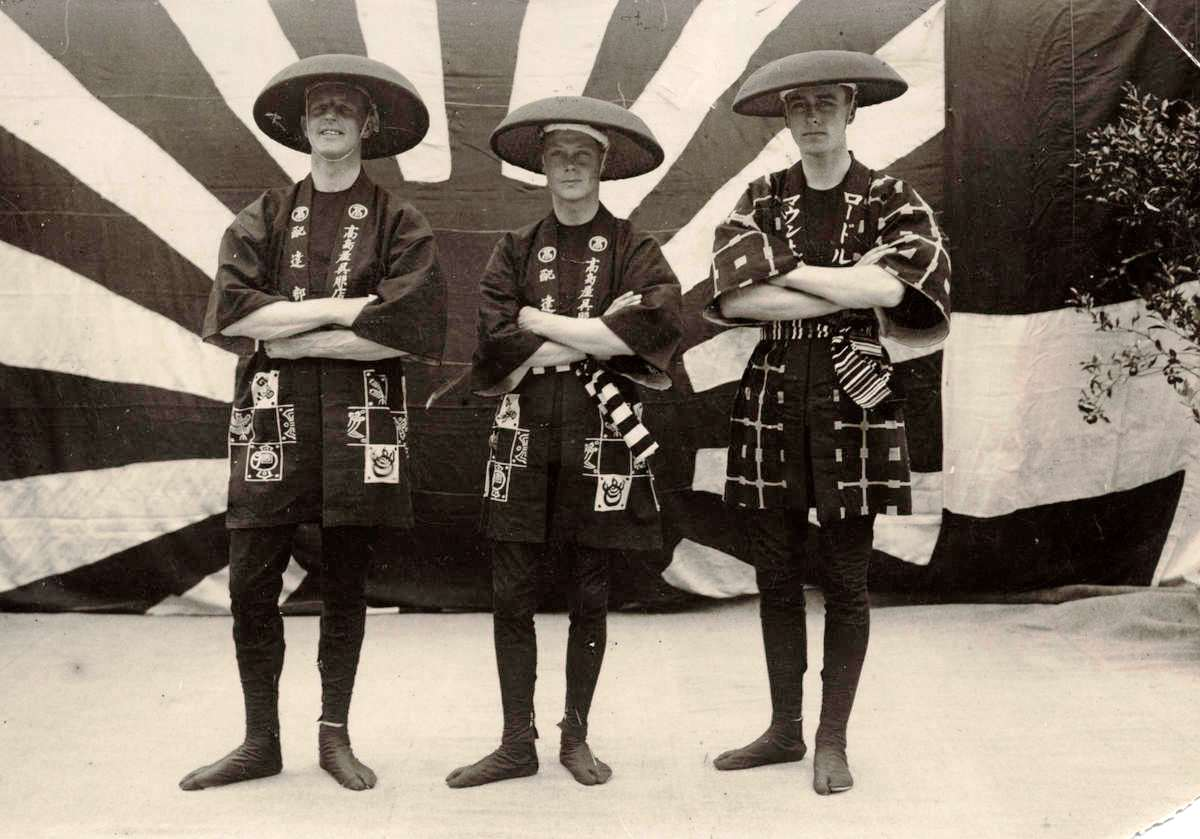
髙島屋呉服店配達部の法被を羽織った英国王エドワード8世（中）とルイス・マウントバッテン（右）（1922年）

- 1922年：大阪店を南区長堀橋筋一丁目に新築移転。
- 1929年11月3日：大阪府岸和田市堺町78番地に出張店を開業[21]。
- 1930年12月：株式会社髙島屋に商号変更[22]。
- 1931年：「髙島屋均一ストア」を野田阪神、大正橋を皮切りにチェーン展開開始。
- 1932年7月15日：南海店を南海電鉄難波駅・南海ビルディングに開店（南区難波新地六番町）[23]。
- 1933年
  - 3月20日：東京店（現・日本橋店）を日本橋区通二丁目に新築開店[24]。
  - 9月14日：南海店、長堀店の従業員180人が労働組合を結成、日本労働総同盟大阪合同労働組合に加盟。デパートでは初の組合結成となった[25]。
- 1938年：髙島屋均一ストアが「株式会社丸髙均一店」として独立。
- 1939年：長堀店を閉店し、南海店に統合。以降、南海店を大阪店と呼称。
- 1946年12月：京都食糧会社と提携し、京都四条河原町に木造2階建の四条店を開店[26]。
- 1948年10月1日：京都店を四条河原町に新築移転[27]。
- 1949年5月：大阪証券取引所および東京証券取引所に上場。第1回転換社債発行。
- 1952年9月1日：包装紙のデザインにバラの花を採用。以降、バラが髙島屋のシンボルとなる。
- 1957年4月12日：百貨店法・地元対策として、相鉄不動産との共同出資で株式会社横浜髙島屋を設立[28][29]。
- 1958年10月18日：米国ニューヨーク5番街46丁目に「ニューヨーク髙島屋」開店[30]。
- 1959年10月1日：相鉄ジョイナスの核店舗として横浜髙島屋を開店。
- 1960年12月：クレジットカードを発行。
- 1963年12月：東神開発株式会社を設立。
- 1964年
  - 4月1日：鳥取県米子市に米子髙島屋開店[31]。
  - 10月4日：堺店開店[32]。
- 1968年：「タカシマヤ・クレジットカード」を発行。
- 1969年：東神開発により玉川髙島屋ショッピングセンターが開業、核店舗として横浜髙島屋玉川支店を開店。
- 1970年：大阪店東別館3階に髙島屋史料館を創設。
  - 6月：立川髙島屋を開店。
  - 11月：大宮髙島屋を開店。
- 1971年5月26日：高島屋テレビショッピングを開始。
- 1973年：フランス髙島屋（ブティック・タカシマヤ）がパリのプランタン1階にオープン。
  - 5月：和歌山店（和歌山市）を開店。岡山髙島屋（岡山市）を開店。百貨店今治センター（愛媛県今治市）が髙島屋ハイランドグループに加盟。
  - 8月：株式会社髙島屋友の会を設立。
  - 11月：柏髙島屋（千葉県柏市）開店。
- 1974年10月：百貨店今治センターに資本参加（株式会社せとうち髙島屋に商号変更）。
  - 11月：泉北髙島屋（大阪府堺市）開店。
- 1975年：株式会社大宮柏髙島屋（大宮髙島屋・柏髙島屋を合併）を設立。
- 1976年：せとうち髙島屋を今治髙島屋に商号変更。
- 1977年：POSシステム導入。岐阜髙島屋（岐阜市）を開店。高崎髙島屋（群馬県高崎市）を開店。
- 1978年：津田沼髙島屋（千葉県習志野市）開店。
- 1981年：ダイエーと業務提携開始。
- 1982年：洛西店開店。
- 1983年3月：株式会社関東髙島屋（立川髙島屋・大宮柏髙島屋・高崎髙島屋を合併）を設立。
  - 10月：横浜髙島屋港南台支店開店。
- 1984年：今治髙島屋閉店。
- 1988年：津田沼髙島屋閉店。
- 1990年9月：株式会社関東髙島屋（立川店・大宮店・柏店・高崎店）を吸収合併。
  - 5月：岡山髙島屋津山支店（岡山県津山市）開店。
- 1993年：シンガポール髙島屋百貨店を開店。
- 1994年：中華民国台北市に大葉髙島屋百貨店を開店。
- 1995年9月：株式会社横浜髙島屋（横浜店・玉川店・港南台店）、株式会社岐阜髙島屋、株式会社泉北髙島屋、株式会社岡山髙島屋（岡山店・津山店）、株式会社米子髙島屋の5社を吸収合併。
- 1996年
  - 6月8日：株主総会対策で総会屋に対して行った利益供与を巡る商法違反事件が発覚し、複数の幹部社員が逮捕される。また、1996年までの7年間で約45億円の申告漏れがあったことも発覚した。このことにより、皇室アルバムの一社提供スポンサーを一時辞退。社内風土改革（株主総会の映像公開）などの法令遵守を始める。
  - 10月4日：タカシマヤタイムズスクエア（新宿髙島屋）を開店。
- 1997年：インターネットショップ「タカシマヤ バーチャルモール」を開設。
- 1999年：津山店を閉店。
- 2000年：ジェイアール名古屋タカシマヤを開店。
- 2001年：伊予鉄百貨店（旧・いよてつそごう）（現・伊予鉄髙島屋）が髙島屋ハイランドグループに加盟。
- 2002年3月：伊予鉄百貨店（旧いよてつそごう）と提携により株式会社伊予鉄髙島屋（いよてつ髙島屋）に商号変更。
- 2003年9月：株式会社米子髙島屋の新会社を設立して分社化。
- 2004年4月：株式会社高崎髙島屋、株式会社岐阜髙島屋、株式会社岡山髙島屋の新会社を設立し分社化。
- 2007年3月：タカシマヤフードメゾンおおたかの森店を開店。
- 2008年3月：タカシマヤフードメゾン新横浜を店開店。
  - 大阪国税局の税務調査で、約2億9,500万円の申告漏れを指摘される。
  - 10月10日：エイチ・ツー・オー リテイリングおよび子会社の阪急阪神百貨店と3年以内の経営統合と目指すことで合意、資本・業務提携を行うと発表。
- 2009年
  - 4月10日：資本提携の一環として、エイチ・ツー・オー リテイリングと髙島屋が相互に株式の10%を取得。
- 2010年
  - 1月29日：株式会社岡山髙島屋が両備ホールディングス（HD）株式会社と資本・業務提携。
  - 3月2日：大阪店の増床・リニューアル第1期分が先行開業。
  - 3月25日：エイチ・ツー・オー リテイリングとの経営統合の中止を決定。
  - 4月1日：両備HDに対して第三者割当増資（株式の33.4%）を実施。
  - 9月1日：大阪店のリニューアル第2期分が開業。
- 2011年
  - 3月3日：大阪店の増床・リニューアルが完成、全館がグランドオープン。
- 2012年
  - 2月23日：ベトナム進出を発表。2015年にホーチミン市の大型複合施設「サイゴンセンター」内に1号店を出店予定と明らかにする[33][34]。
  - 9月1日：東京店の店名を「日本橋店」に改称。
  - 12月19日：中華人民共和国上海市に上海髙島屋を開店。
- 2014年
  - 8月31日：和歌山店を閉店。
  - 12月5日：タカシマヤフードメゾン岡山店を開店。
- 2016年7月30日：ホーチミン髙島屋を開店。
- 2018年
  - 9月25日：日本橋店周辺の市街地再開発事業により店舗を増床、日本橋髙島屋 S.C.となる。
  - 10月11日：立川店を改装し、同店を核テナントとする立川高島屋S.C.となる。
  - 11月10日：タイ王国バンコクにサイアム髙島屋を開店。
- 2019年3月5日：日本橋店本館の改装により、日本橋髙島屋 S.C.が全面開業。あわせて、本館4・5階に髙島屋史料館（大阪）の分館となる「髙島屋史料館TOKYO」を創設。
- 2020年
  - 1月18日：大阪店東別館（髙島屋東別館）にサービスレジデンス（滞在型ホテル）「シタディーンなんば大阪」を開業。
  - 1月20日：大阪店東別館がリノベーション・オープン[広報 1]。
  - 2月16日：タカシマヤスタイルメゾン海老名店（神奈川県海老名市）を閉店。
  - 3月1日：株式会社米子髙島屋の株式を株式会社ジョイアーバン[35] に譲渡し、髙島屋米子店の屋号をJU米子タカシマヤに変更。
  - 8月16日：港南台店（旧横浜髙島屋港南台支店）を閉店。
- 2021年
  - 2月28日：タカシマヤフードメゾン岡山店を閉店[36]。
  - 8月2日：大阪店東別館が重要文化財に指定[広報 2]。
- 2022年
  - 11月2日：H2Oリテイリングとの資本提携を解消[37]。
- 2023年
  - 1月31日：立川高島屋S.C.の百貨店区画の営業を終了[広報 3]。11月14日、全館を専門店化し、リニューアルオープン[広報 4]。
  - 2月1日：タカシマヤフードメゾン新横浜を閉店[38]。
- 2024年7月8日：『カスタマーハラスメントに対する基本方針』をホームページで公表[39]（制定は6月[40]）。

## 直営店

### 近畿

#### 大阪店
- 大阪府大阪市中央区難波5丁目1-5 南海ビルディング

南海電気鉄道が所有する 難波駅の南海ビルディングに出店するターミナルデパートで、目抜き通りの御堂筋の南端に位置する。開店当時は南海難波駅も同じ建物内に入居していたが、戦後の改装時に難波駅自体が和歌山方にずらされ、現在は髙島屋のみが入居している。
登記上の本店であるが、髙島屋では「本店・支店」の呼称は用いていない。通称「難波高島屋」。
売上高においては、1952年（昭和27年）2月期を最後に日本橋店や横浜店の後塵を拝してきたが2010年代後半には旺盛なインバウンド消費に合わせて売上高が伸長していた。その結果、2018年（平成30年）2月期の売上高は年間売上高1,414億円となり、66年ぶりに全店舗（ジェイアール名古屋タカシマヤを除く直営店舗のみ）の中で首位に立った。新型コロナ感染症の世界的流行でインバウンド需要が消失した2021年の売上高は1,092億円で全国7位となったが、インバウンドが回復した2023年の売上高は1,591億円で全国4位かつ再び髙島屋の直営店舗で首位となった（ジェイアール名古屋タカシマヤを含むと2位）。大丸心斎橋店（957億円 2023年）も上回り、ミナミにおける地域一番店である。大阪府内では阪急うめだ本店に次ぐ売上高2位。建物の賃料を巡っては2016年以降、南海電鉄と対立している。2022年には賃料の減額を求める髙島屋側に対し、コロナ禍による売上減少を経て売上が回復傾向にある中で賃料の引き上げを求める南海側との間で訴訟に発展している。

##### 当店の沿革
- 1898年6月1日、心斎橋筋・三ツ寺筋交差点北東角に開業。
- 1922年9月20日、長堀橋筋（堺筋）・鰻谷南通交差点南東角に移転。御堂筋の整備前は堺筋が大阪のメインストリートであった。後の丸善石油本社ビル→アルテビル長堀橋。 2007年解体済。
- 1932年7月15日、南海店開店[23]。大阪市によって御堂筋が目抜き通りとして整備されるのに合わせて現在地の南海難波駅ビルディングに移転した[23]。当時としては珍しく全館冷暖房完備であった。開業当初は「南海タカシマヤ」と呼称[23]。
- 1938年、食堂を開設。
- 1939年2月1日、長堀店を閉店し南海店に統合。以降、南海店を大阪店と呼称。
- 1968年、堺筋の日本橋（浪速区）から天満橋へ1966年に移転した松坂屋大阪店の旧店舗を竹中工務店より借用し、東別館として使用開始。外観や階段などは1928年から1937年の建設当時のままである。
- 1969年、竹中工務店より東別館の建物を取得。
- 1970年、大阪店に併設して企業博物館「髙島屋史料館」を東別館に開設。
- 2011年3月、全館リニューアル。
- 2021年8月、東別館が重要文化財に指定。

#### 堺店
- 大阪府堺市堺区三国ヶ丘御幸通59[2] 南海堺東ビル

南海高野線堺東駅に併設。
売場面積約29,000m2。
堺市は第二次世界大戦によって壊滅的打撃を受け、戦後の復興も遅れていたが、昭和30年代後半の高度経済成長期に入って、臨海工業地帯の造成などにより、活気を取り戻し、市としても百貨店の誘致など商業の振興にも取り組む姿勢をみせていた。そうした中、南海電鉄の関連会社である南海不動産が南海高野線堺東駅に百貨店ビルの建設を計画し、髙島屋に出店の勧誘があった。当時、髙島屋では東京、京都両店の増築工事中であり、堺店の新設には一時躊躇したが、髙島屋は商圏を守る意味から出店を決定。1963年8月、百貨店法に基づく店舗床面積10,000㎡を申請し、許可を得て、1964年10月4日、大阪府下初の郊外型百貨店として開店した。
南海不動産ではビル建設に際し、髙島屋のほかに三和銀行など金融機関3社ともテナント交渉を進めていたので、1階は4社で等分して使用することになった。このため、地階中央部に銀行の金庫室ができて売場が南北に分断されたり、納品、配送など商品受け渡し場を地階に設置するなど、百貨店としては使い勝手の良くないビルとなった。南海堺東ビルは地下2階・地上6階・塔屋1階・総面積28.000㎡であるが、堺店はその内約3分の2を使用。駅構造は、ビル2階の南側約3分の1を使用して改札、コンコースとなったので、堺店の事実上の正面玄関は2階入口になると考えられ、2階フロアがメインフロアになると判断した。そこで、最重点品揃えとした紳士服、紳士用品を2階に配し、地階の使い勝手の悪い中央連絡通路部分に名物商品街を設けて、南北の売場をつないだ。また1階は銀行店舗と同じ高い天井となっているため、2階へのエスカレーターは当時としては日本一長いものとなった。屋上のプレイランドにはベビーハイウェイと堺市内を一望できるワンダーホイール（観覧車）を設け、夏には市内唯一のビアガーデンとして賑わった。
1974年11月20日、物流作業場と納品所を拡充するため、堺店の南東約200mにある元ボウリング場を賃借し、総面積約2,900㎡の堺東流通センターを開設した。翌年3月には、名称をリビングセンターに改め、その内836㎡を使用して、本館から移設した家具、敷物、ピアノ、自転車の常備売場とした。なお、リビングセンターは大規模小売店舗法の第2種店舗として届け出をしているため、第1種店舗である本館の面積には加算されていなかった。
開店13年目の1976年、店の東側、堺東駅との間に本館と接した8階建ての事務館を建設し、本館にあった事務所、倉庫などをこの事務館に移設、これにより約1,000㎡の売場拡張ができたのを機会に、全館を新装した。新装にあたっては、地域性を考慮に入れながら、特にファッショ志向を強く打ち出し、品揃えもレベルアップが図られ、婦人服と婦人衣料雑貨は大幅に拡充された。1階は天井も全面改装され、直輸入品とウンガロなどのデザイナーズブランドのプレタポルテを集め、サロン・クレールと名付けられた。改装は地階食品売場のみ歳暮期に間に合うように1975年11月20日に完成したが、残りの地上階は翌年2月28日、全館新装オープンしている。
堺タカシマヤショッピングセンターに
1984年4月27日、南海本線堺駅前に進出予定のイトーヨーカドー堺店（1986年9月25日開店 - 2011年2月13日閉店）や南海の堺駅ビル新設を控え、南海高野線を通じ大阪都心へ流れているヤング層を中心とする消費の流出を防止、同時に堺東駅周辺の商業地盤のカサ上げを狙い、本館の北側に接続した増築部分が完成。堺店は9階建ての増築フロアにそっくり移転し営業を始めた。移転によって堺店の店舗面積は16,700㎡となり、従来より60%ほど広くなった。続いて10月には南側の旧百貨店となっていた部分に、110店の専門店街で構成される「UPる（アップル）」がオープンし、「堺タカシマヤショッピングセンター」として全面オープンした。専門店街「UPる」の店舗面積は物販部分が5,700㎡、飲食部分が2,100㎡となり、ヤングファッションをそろえ、大型書店、ミニFM局、ビデオスクリーンなども設けられた。また増築を機に北端（2～8階）に収容台数700台の駐車場も設け、各階売場に行けるようにした。
専門店フロアを閉鎖、百貨店直営フロアに切り替える
2002年3月末までに、髙島屋は赤字が続いていた堺店の専門店フロア（約8,000㎡）を閉鎖し、全館百貨店の直営フロアに切り替えた。堺店は1～9階のうち、3～6階の一部が約60店で構成する専門店フロアとなっていたが、婦人衣料・雑貨を拡張するとともに情報関連商品の売場を新設。改装によって売場約26.000㎡の百貨店となった。
2016年3月にはビルの耐震増強工事と合わせたリニューアル工事が完成し、駅ナカ商業施設がオープン。2019年10月には、7階がフィットネスや英会話教室が入る「南海堺東ライフスタイルストア」、2020年1月には、8階がクリニックが入る「南海堺駅東クリニックセンター」にリニューアルされ、同時に、2019年12月には、1階食料品売場が約20年ぶりに一新された。この一連の改装で南海堺東ビルは、南海堺東ライフスタイルフロアが全6区画、南海堺東駅クリニックセンターが全7区画、髙島屋堺店が約50店（髙島屋及び専門店合計）、駅ナカ商業施設が12店舗で構成の駅ビルとなった。しかし、売上の減少が続き、2021年2月期から4期連続の赤字であったことから、髙島屋は南海との建物の賃貸借契約満了を機に、2026年1月7日の営業をもって堺店を閉店すると発表した。南海は髙島屋の閉店後、建物の改装工事に入り「HiViE（ヒビエ）堺東」としてリニューアルする。後継テナントは単独の大型店になるか中小型店を集めるのか、現段階では白紙。髙島屋以外の既存テナントは営業を継続する。
沿革
- 1964年10月4日、大阪店の支店として開店[32]。
- 1984年10月、堺タカシマヤショッピングセンターとして全面開業。
- 2017年3月、大阪店から独立。単独店舗として計上されている。
- 2026年1月7日、賃貸契約満了により閉店予定[59]。

#### 泉北店

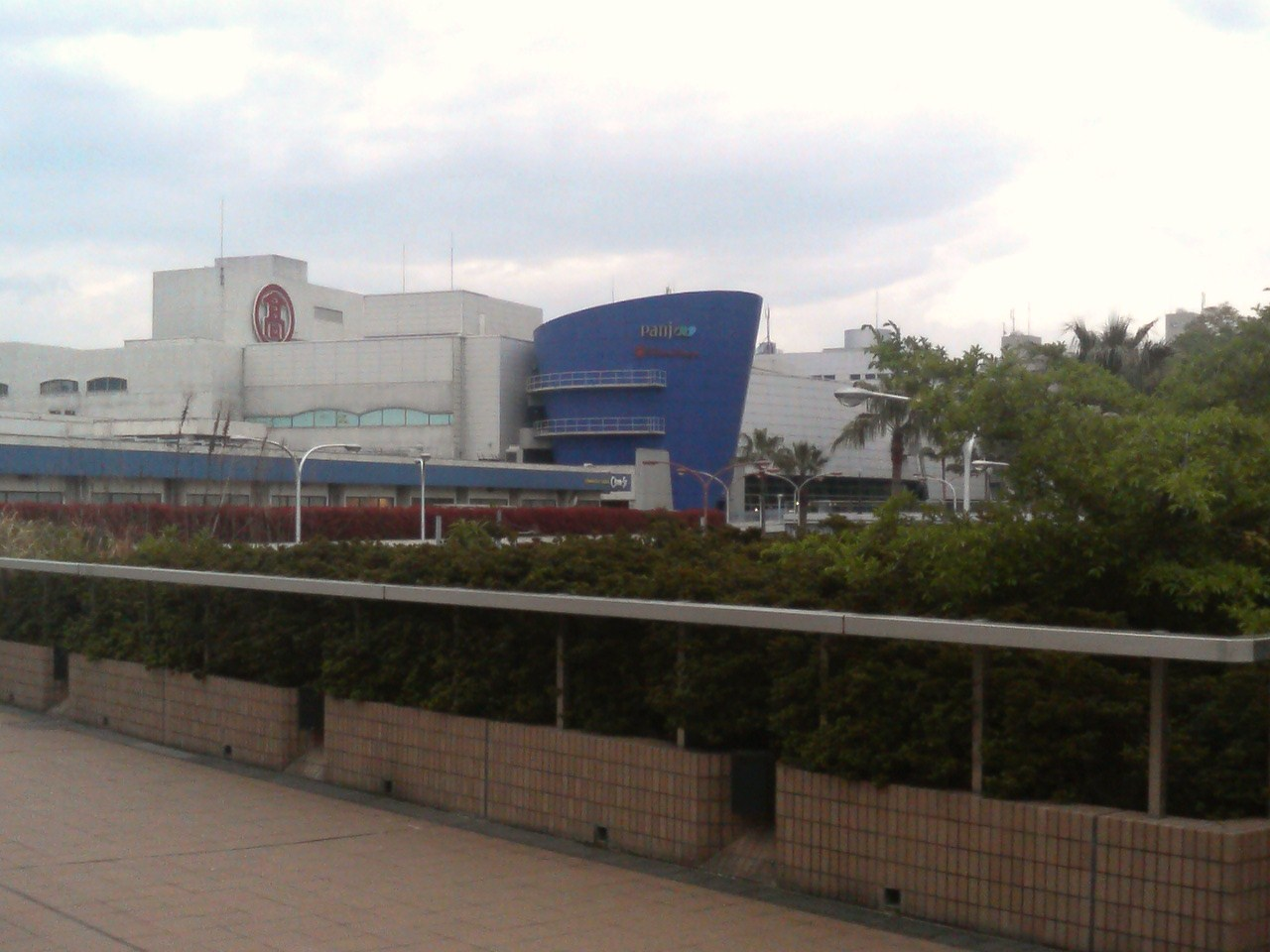
泉北店が入居する「パンジョ」

- 大阪府堺市南区茶山台一丁3-1[2] パンジョ

南海泉北線泉ヶ丘駅前。南海の子会社が運営するショッピングセンター「パンジョ」 に出店。
売場面積21,349m2。
髙島屋では泉北ニュータウンの中心・泉ヶ丘に百貨店と各種専門店が一体となったショッピングセンターの建設を計画し、大阪府に対し出店を強く希望したところ、1972年春にこれが認められた。そこで髙島屋では10月、大阪府の外郭団体である大阪府都市開発や三和銀行、住友銀行、大和銀行の地元3銀行などと、SCのデベロッパーとなる泉北開発（1973年パンジョに社名変更）を設立した。そして、核店舗となる泉北店を別法人とし、泉北髙島屋を設立した。これは将来採算点に達した時点で髙島屋に合併することを前提としたもので、営業面では大阪店の仕入れ担当者が泉北店の仕入れをするなど、事実上大阪店の分店とすることにした。
パンジョは、敷地21,000㎡・地上7階建て・総面積約52,000㎡のショッピングセンターで、泉北店はその1階から5階までを売場とするキーテントとして、1974年11月15日開店した。開店当時、泉北ニュータウンの人口9万人を含めた5km圏内の主婦の年齢構成は20歳代と30歳代が約65%も占め、乳幼児が非常に多い若々しい街で、いわゆるニューファミリーといわれる層が中心となっていた。そこで泉北店では、このような新しい街にふさわしい郊外店としての個性を持ったファミリーデパートとして、店づくりを行った。
沿革
- 1974年3月1日、資本金5,000万円で「株式会社泉北髙島屋」を設立[62]。
- 1974年9月1日、資本金を2億円に増資[63]。
- 1974年11月15日開店。
- 1995年、髙島屋が泉北髙島屋を吸収合併。

#### 京都店

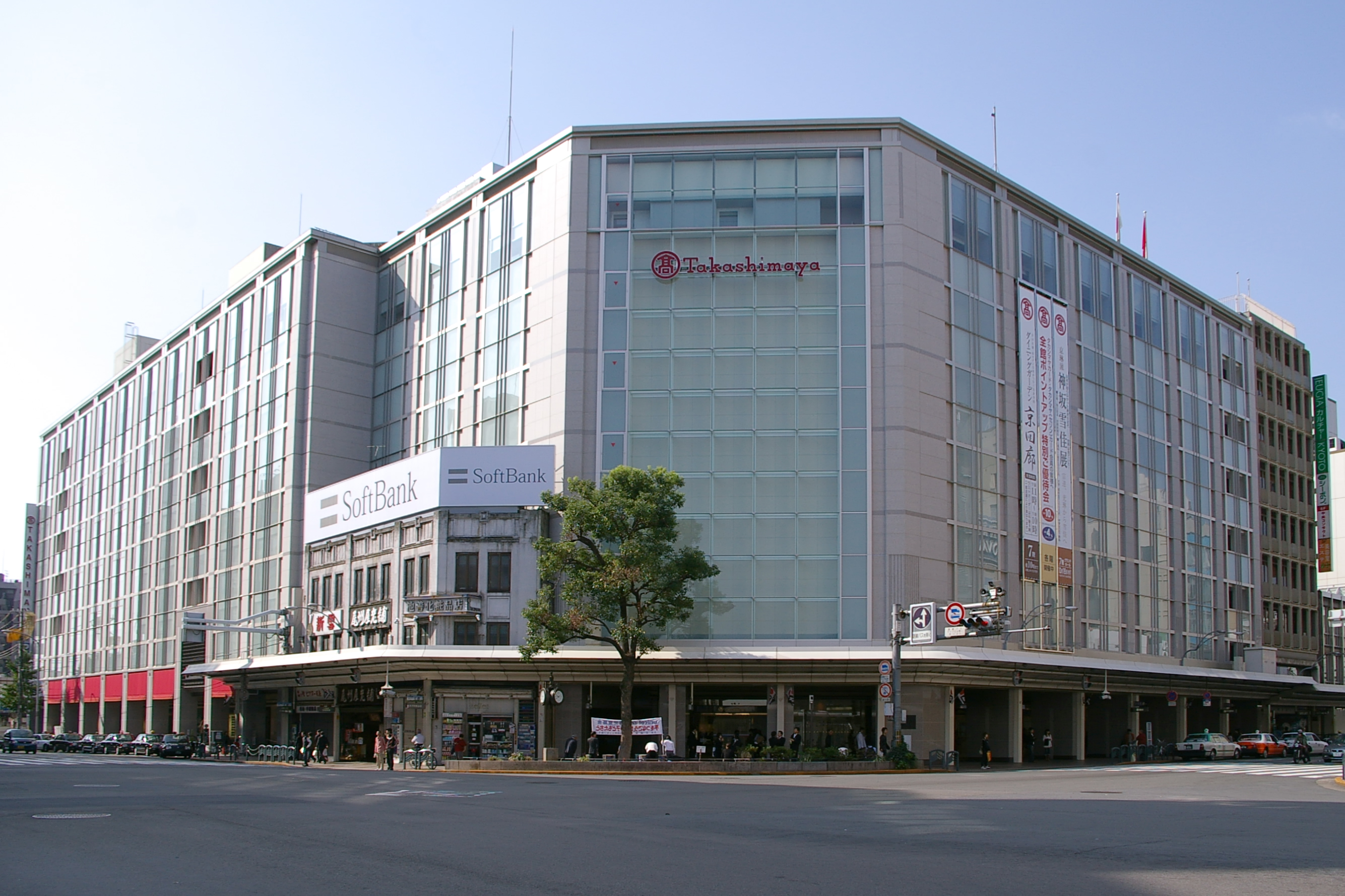
京都店

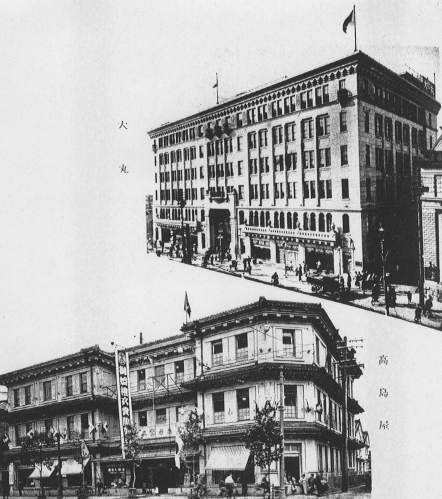
1932年以前の京都店（下）

- 京都府京都市下京区四条通河原町西入真町52[2]

阪急京都線京都河原町駅地下直結。ビルの一部を阪急阪神東宝グループが所有。
髙島屋創業の地である京都の店舗。京都市の中心繁華街である四条河原町に立地し、京都市内最大の売上を誇る地域一番店である。
売場面積61,316m2。
年間売上高740億円（2021年）で、京都府内の百貨店では1位。全国では第10位。
- 1831年、京都烏丸松原に創業。
- 1912年（明治45年）6月1日、烏丸高辻（現・京都銀行本店）に新築移転。
- 1926年（大正15年）12月12日、1階窓飾陳列から出火。本館が全焼。隣家3戸半焼。早朝であったこともあり死傷者なし[64]。
- 1937年（昭和12年）3月、地下工事を着工[65]。1937年（昭和12年）3月に鉄鋼工作物築造許可規制の適用を受け、鉄材は供出させられた[65]。1938年（昭和13年）秋完成予定で着工したが、正面玄関左横の土地の一部が買収できなかったため、建物の外観は凹んだ歪な形をしている。
- 1948年（昭和23年）10月1日、現在地に移転。
- 2019年（令和元年）12月、2023年（令和5年）をめどに隣接地へ増床する計画が報道される[66]。
- 2023年（令和5年）4月14日、新設の専門店ビル「T8」と高島屋京都店からなる「京都高島屋 S.C.」の10月17日開業を発表[広報 5]。

#### 洛西店
- 京都府京都市西京区大原野東境谷町2-5[2] ラクセーヌ

阪急京都線洛西口駅より京都市バス「洛西バスターミナル」下車すぐ。
売場面積7,000m2。
洛西ニュータウンは、京都市がはじめての大規模住宅団地として計画を進めたニュータウンであるが、このニュータウンの中心にショピングセンターの建設が計画され、キーテナントの勧誘に対して、百貨店2社、スーパー6社が応募。1982年2月の市の選考委員会で髙島屋が事業者に決定した。
ラクセーヌは、専門店ゾーンと洛西髙島屋から構成され、このうち洛西髙島屋は髙島屋が市から分譲した土地に独自に地上3階・塔屋1階の建物をつくり、京都店の分店として開店した。この百貨店棟に接続して、洛西ニュータウン管理公社が建てた地上2階・塔屋1階の専門店棟には57店（物販38、飲食14、サービス5）が入った。洛西店は、10km強離れた京都店と競合しないように、単品志向の中のカジュアル化をメインにし、団塊の世代といわれるニューサーティーを主なターゲットとした。京都店の売上・入店客数には、洛西店を含めた数値が計上・発表される。
沿革
- 1982年4月16日、京都店の分店として開店。

### 関東

#### 日本橋店
- 東京都中央区日本橋二丁目4-1[2]

東京メトロ 銀座線 日本橋駅 B1出口。
売場面積50,481m2。
通称は日本橋高島屋。髙島屋の象徴店舗（フラッグシップストア）として位置づけられている。地下鉄日本橋駅と直結しており、東京駅八重洲口からも徒歩圏内である。
本館の建物は1932年に完成。日本生命所有のビルで、高橋貞太郎が設計、大林組施工。当時としては珍しく、前年の1932年に完成した南海店（現・大阪店）と同様に全館冷暖房完備であった。1階と2階の吹き抜け部分には大理石が用いられ、現在でも案内係（エレベーターガール）が手動で操作を行うレトロなエレベーターを使用している。戦後、村野藤吾による設計で増築されて現在の本館が完成した。
本館の建物は国の重要文化財に指定されている。要予約であるが無料で、日本橋高島屋重要文化財見学ツアーを申し込むことができる。
年間売上高は1,239億円（2021年）で、伊勢丹新宿店・阪急うめだ本店・西武池袋本店に次ぐ全国4位。本店である大阪店（全国7位）よりも売上高が多く、関東の高島屋の店舗の中でも最大である。また日本橋エリアでは、売上高において三越日本橋本店を抑え、地区1位である。
- 1890年、日本橋本石町に「たかしまや東京出張所」設置[74]。
- 1900年11月23日、「京都髙島屋飯田新七東京店」を京橋区西紺屋町に開店。
- 1916年12月1日、京橋区南伝馬町の大通り沿いに木造3階建て店舗新築、移転[20]。
- 1923年9月1日、関東大震災により全焼。1か月後、千代田生命ビル仮店舗で営業再開。
- 1927年9月15日、東京店（南伝馬町）再建[75]。
- 1932年12月24日、東京地下鉄道（現・東京メトロ銀座線）の日本橋駅が開業。髙島屋の地下フロアと直結しており、駅の建設費用を髙島屋が負担した[72]。
- 1933年3月20日、現在地（当時は東京市日本橋区通二丁目）へ移転[24]。
- 1950年、屋上の動物園で小象の飼育を開始。4年後、大きく成長したため上野動物園へ譲渡[76]。
- 2009年、本館が国の重要文化財に百貨店建築として初めて指定された[77][広報 6]。
- 2012年9月1日、店舗の正式名称を東京店から「日本橋店」に改称・統一（本館の重要文化財の指定名称は変更せず）。
- 2013年3月、日本橋店の再開発計画を発表[78]。一時は増床のために本館の建て替え計画が検討されていたが、2009年に国の重要文化財に指定されたため、代わって2014年より「日本橋二丁目地区第一種市街地再開発事業」として日本橋を本拠地とする三井不動産と協力して新館と北別館を建て替えたうえ、本館の東側と北側の再開発ビル内に新たな新館（これまでの新館は「東館」、北別館は「新館」となる）を建設して、本館に設定されている空中権を活かして約62,000m2に増床し、2018年度中に開業させる計画が明らかになった[78]。
- 2015年10月7日、時計専門館「タカシマヤ ウオッチメゾン 東京・日本橋」を、三菱UFJ信託銀行日本橋支店（旧・日本信託銀行本店）跡地のスターツ日本橋ビルに開業。
- 2017年10月10日、増床後の店舗を「日本橋髙島屋 S.C.」として2018年9月に開業予定と発表。
- 2018年3月14日、東館（太陽生命日本橋ビル）を先行開業。同年5月28日に新館および本館ガレリアの開業日を発表。
- 2018年9月25日、新館（日本橋髙島屋三井ビルディング）および本館ガレリアの開業によって「日本橋髙島屋 S.C.」が開業[79]。
- 2019年3月5日、本館の改装により「日本橋髙島屋 S.C.」が全面開業。あわせて、本館内に大阪の髙島屋史料館の分館となる「髙島屋史料館TOKYO」が開館。

#### 新宿店

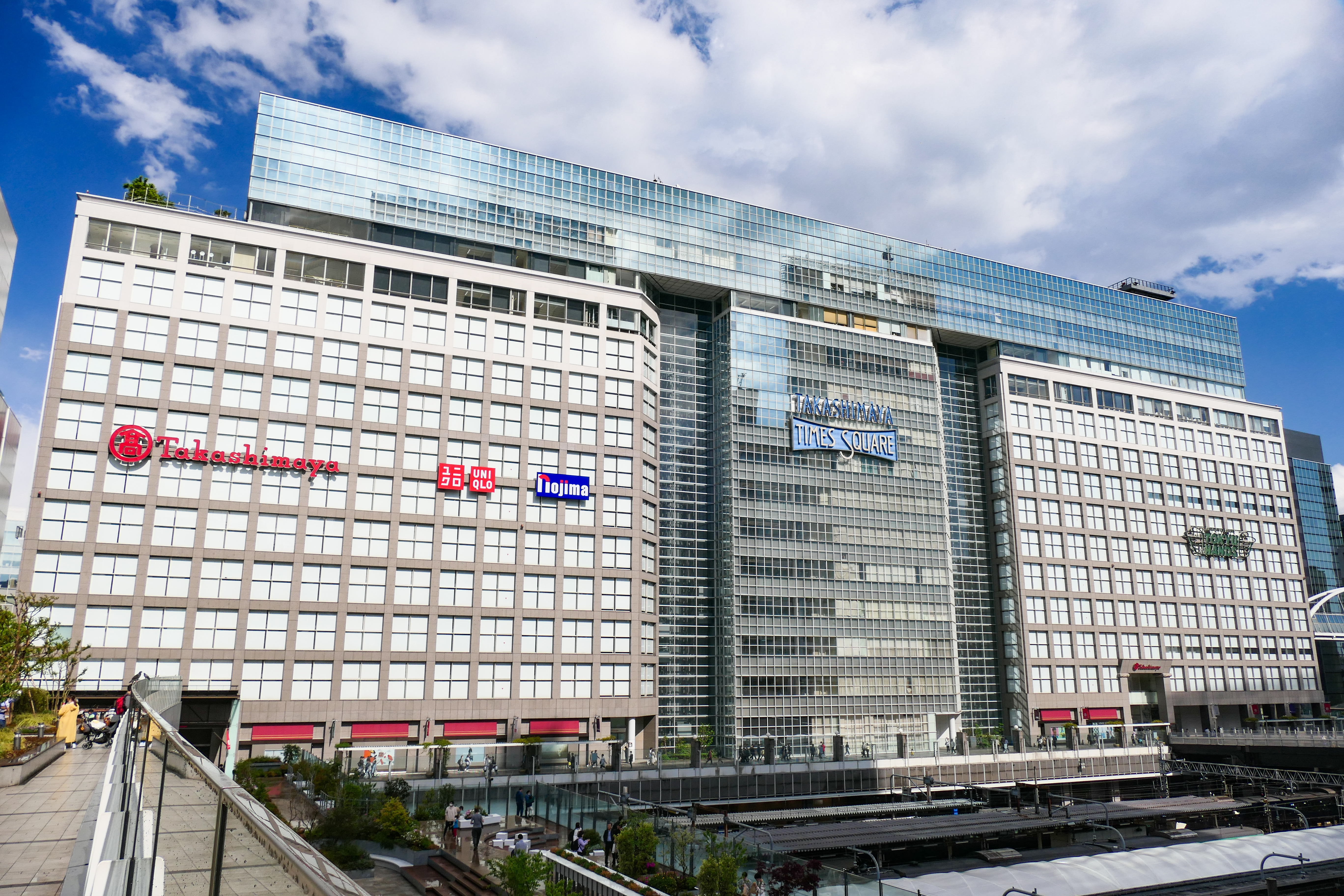
新宿店（タカシマヤタイムズスクエア）

- 東京都渋谷区千駄ヶ谷五丁目24-2[2] タイムズスクエアビル

JR新宿駅新南口に直結し、バスタ新宿に隣接。
通称は新宿高島屋（タカシマヤ）。
売場面積53,946m2。
タカシマヤタイムズスクエアは、百貨店の「新宿高島屋」を核店舗として、ハンズ、ユニクロ、ニトリといった専門店や劇場などで構成される複合商業施設である。1996年開業で、東京23区に現存する新設の百貨店としては最も新しい。
タイムズスクエアビルは、国鉄清算事業団が貨物操車場跡地を再開発したビルで、2006年まではレールシティ東開発との賃貸契約 で、年間120億円の賃料を支払っていたため大幅な赤字を出していた。契約期間満了に際して一部を自社物件化したため負担は減少した。てこ入れを図るため1,000億円を投資し、2007年春に全面改装を行った。
新線新宿駅（京王新線）には近いものの、京王線・小田急線の新宿駅改札口からは幾分離れている。2008年の東京メトロ副都心線新宿三丁目駅開業（店舗寄りの明治通り直下）にともない、地下連絡通路が設けられた。
年間売上高584億円（2021年）。新宿地区では伊勢丹新宿店、小田急百貨店新宿店に次ぐ売上である。
- 1996年10月4日、開店。
- 2005年、タイムズスクエア専門店が東神開発の運営となる。

#### 玉川店

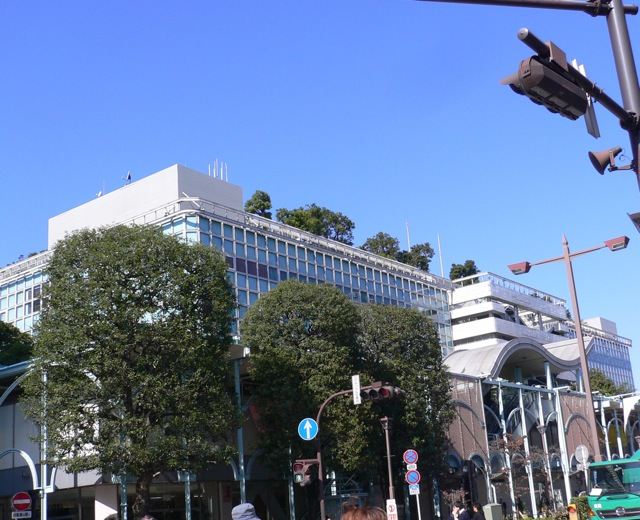
玉川店（玉川髙島屋S.C.）

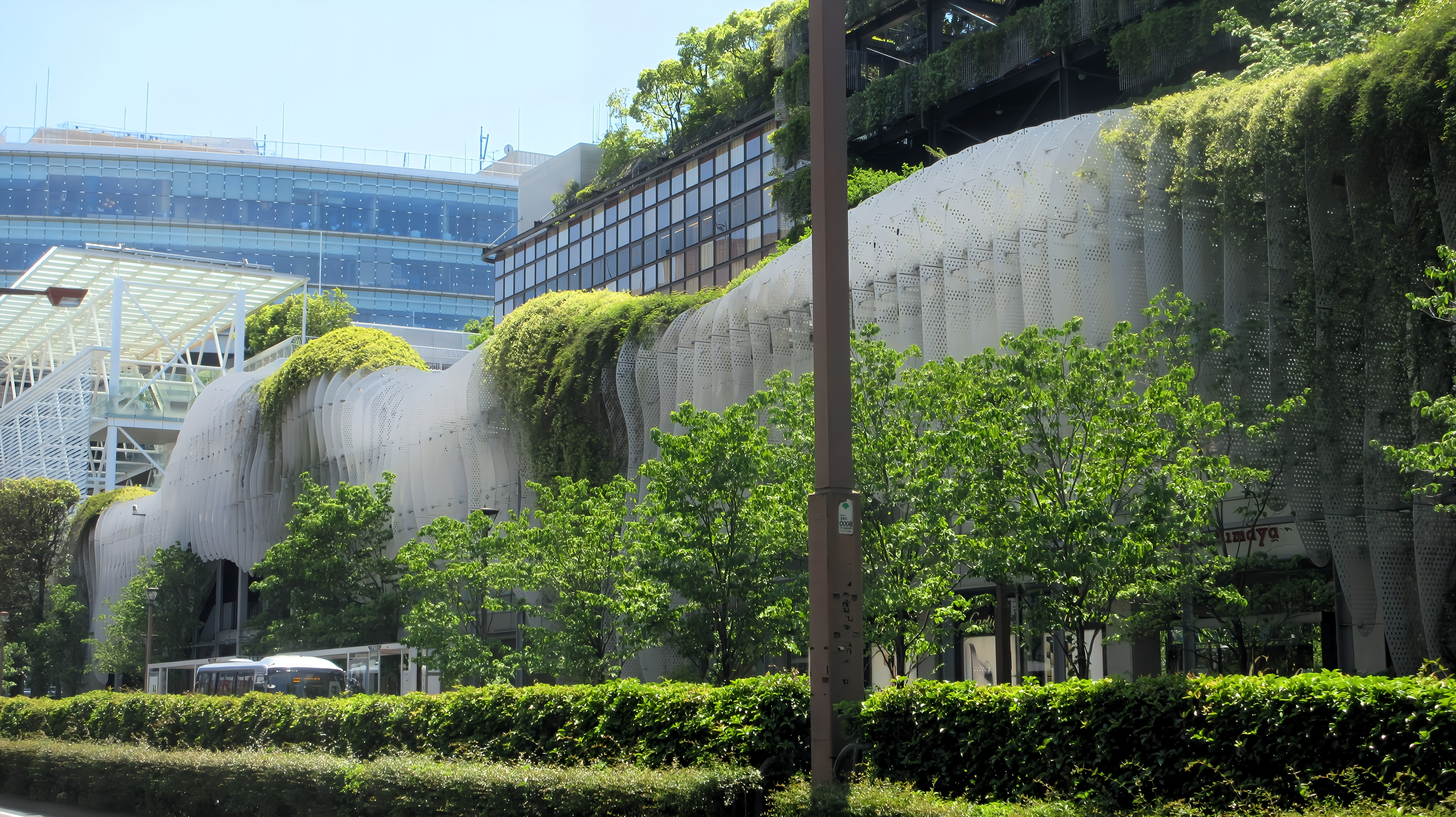
玉川髙島屋SCファサード改修後の姿

- 東京都世田谷区玉川三丁目17-1[2] 玉川髙島屋S.C

東急田園都市線・東急大井町線二子玉川駅西口。
売場面積24,012m2。
日本で初めての本格的な郊外型ショッピングセンターとして開業した。百貨店の「玉川高島屋」を核テナントとして、120の専門店とその後のモータリゼーションを予見しして大型駐車場を備える。
ただし、それ以前にもSC形態の店舗として、米国占領下の沖縄で1954年に「プラザハウスショッピングセンター」が開業。1964年には大阪府豊中市でダイエー庄内店が開業し、1968年4月にもイズミヤが同府岸和田市に岸和田店、7月には同府堺市に百舌鳥SCをそれぞれ開業している。これらのことから、「日本初の郊外型SC」かについては諸説ある。
- 1969年11月1日、「日本の豊かな郊外の幕開け」のキャッチフレーズを掲げ、株式会社横浜髙島屋により横浜店の支店として開店。開店当時は百貨店の「玉川髙島屋」を核店舗として、125の専門店が出店した。
- 1995年、株式会社髙島屋が株式会社横浜髙島屋を吸収合併。横浜店から独立。

#### 立川髙島屋S.C.
- 東京都立川市曙町二丁目39-3[2][85][86] ファーレ立川 立川TMビル

立川駅または多摩都市モノレール線立川北駅。
売場面積32,750m2。
事業主体は髙島屋と東神開発。
1961年12月、髙島屋傍系の東京ストアをキーテナントとして専門店20店が出店し、立川駅前に銀座デパートが開店した。当時髙島屋では吉祥寺、三鷹、立川などの中央線沿線への出店を検討していた。そんな折に、銀座デパートのビル所有者が増築を検討していたのが分かり、これを全面的に借り受けて、立川髙島屋として再出発することになった。工事は1969年1月着工、銀座デパートの営業を継続しながら、店舗裏側に接続した8階建てのビルを増築し、旧館も同時に1フロア増築する工事だった。
1970年6月5日、社名も立川髙島屋に改め開店した。開店時、外装は銀座デパートのままであったが、その後改装工事に着手。1972年5月、未来に向かって躍進する髙島屋を象徴する縦のボーダーが入った、白亜のビルに面目が一新された。1975年度には対抗店の伊勢丹立川店の売上を抜き、さらに1976年度には年度間黒字に転換。1977年11月には、若葉町2丁目に流通センターが完成している。1980年6月には、開店10周年を機に各階が順次リニューアルされ、1階は全フロアをサロン風に新装して特選商品を強化、3階はウンガロ、カルダンなどのプレタポルテコーナーを2倍に拡充するなど、婦人服売場が2倍に広げられた。
立川TMビルに移転
1995年3月1日、米軍立川基地跡地再開発事業によって誕生した街区「ファーレ立川」内に建てられた立川TMビルに移転した。
2018年10月11日には、前年秋より段階的に着手してきた全館規模の改装を終え、百貨店と専門店43店舗が融合する「立川髙島屋S.C.」へとリニューアルオープンした。立川髙島屋S.C.は、地下1階から9階までの10層構造で、10層のうち、段階的改装によって、百貨店は地下1階と1階、3階の3フロアに集約され、その他の7フロアに専門店を導入。この7フロアはグループ企業の東神開発が運営することになった。だが、コロナ禍で客足の戻りが鈍いため、ほかのフロア同様に他社テナントを導入し、安定した賃料収入モデルに切り替えるとの方針から、2023年1月末で百貨店区画をクローズ。11月14日、全館専門店としてリニューアルが図られた。なお全館専門店化は立川高島屋S.C.が初めてである。
沿革
- 1960年12月24日、のちの立川髙島屋となる株式会社東京ストアを設立。
- 1961年、立川ビルディング「銀座デパート」に「髙島屋 東京ストアー」が入居。
- 1970年
  - 1月13日、株式会社東京ストアを「株式会社立川髙島屋」と改称して設立。
  - 6月5日、百貨店として立川髙島屋を開店（立川駅北口、現在のみずほ銀行立川支店の東側）。
- 1983年3月、株式会社大宮柏髙島屋・株式会社高崎髙島屋（旧社）と合併し「株式会社関東髙島屋」を設立。
- 1990年、株式会社髙島屋が株式会社関東髙島屋を吸収合併。
- 1995年3月1日、立川駅北口の米軍立川基地跡地再開発事業により、現在地に移転。
- 2018年10月11日、ショッピングセンター「立川髙島屋S.C.」へ業態転換。4・5階にニトリ、6階にジュンク堂書店、7階にIDC大塚家具が出店[86]。
- 2023年
  - 1月31日、百貨店区画が営業終了し、翌2月1日からは「立川髙島屋S.C.」に転換。（既存の専門店は通常通り営業した。なお11月14日までは改装工事のため、B1階、1階、3階は、ほとんど閉鎖された。
  - 11月14日、旧百貨店区画のリニューアルが完了し、全館リニューアルオープン。地下1階には、スーパーマーケットのオーケーが入る[注釈 4]。なお、S.C.化に伴い1階のシネマシティ口、パレスホテル口は、閉鎖された

#### 横浜店

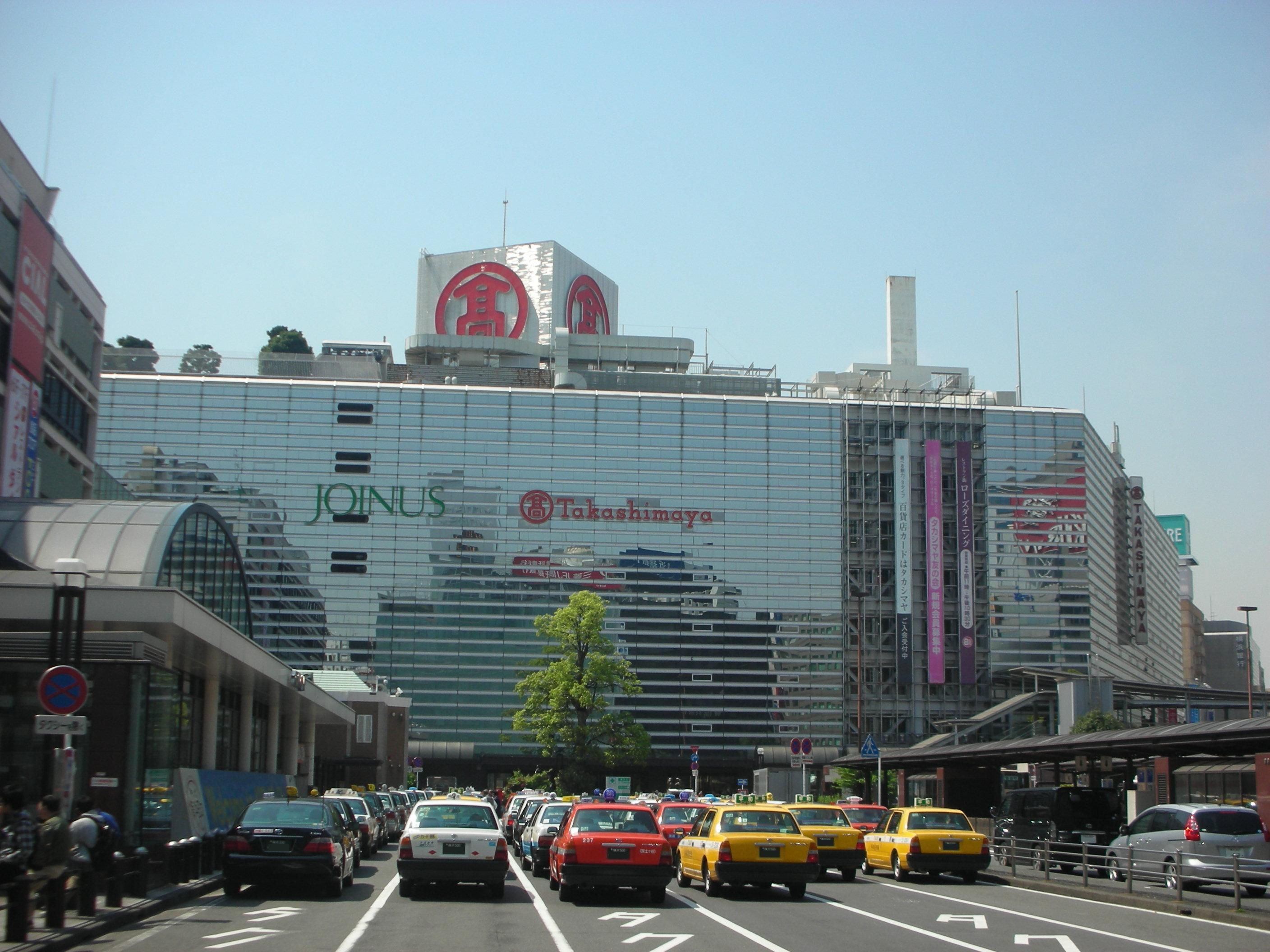
横浜店

- 神奈川県横浜市西区南幸一丁目6-31[2]新相鉄ビル

通称は横浜高島屋（タカシマヤ）。横浜駅西口の駅ビル・相鉄ジョイナスの核テナントであり、駅直結のターミナルデパート。
売場面積53,950 m2。
相模鉄道との共同出資により出店。多店舗展開にあたり、地元対策も兼ねた地域分社化により子会社が出店した最初の店舗である。
校倉造を模した外観、2度にわたる増築で相鉄ジョイナスと一体化された建物が特徴で、これは松田平田設計によるデザインである。当初は地上8階、地下2階の相鉄会館として建設されたが、相鉄ジョイナスの建設に伴い相鉄会館部分が吸収され新相鉄ビルの一部となった。
相模鉄道は当初、直営百貨店の建設や三越の誘致を検討していたが、三越に打診したところ断られた ため、髙島屋を誘致した。三越は結局1973年に横浜駅西口へ横浜三越を出店した（現・ヨドバシ横浜）。
年間売上高1,185億96百円（2022年2月期）。神奈川県内および横浜市内で1位で、全国の百貨店でも売上高5位に位置する。売場面積では横浜駅東口に位置するそごう横浜店を下回るが、そごう横浜店の売上高は、同時期で949億3百万円であり、売上高ではそごう横浜店を上回っている。
- 1952年11月28日、相模鉄道が米国スタンダード・ヴァキューム・オイル（英語版）から横浜駅西口の用地24,688 m2を買収。西口の開発が開始される[99]。
- 1956年4月2日、横浜駅西口名店街（現・相鉄ジョイナス、平屋アーケード街）と、核店舗として髙島屋ストア（約250坪）が開店[100]。
- 1957年4月12日、髙島屋・相鉄不動産（初代、現在の相鉄ホールディングス）の共同出資により、株式会社横浜髙島屋を設立[101]。
- 1958年4月16日、横浜髙島屋として仮店舗で開店。百貨店法の施行直後に対象となったため協議が難航したが、売場面積を計画の60%に縮小することで開店にこぎつけた[102]。
- 1959年10月1日、相鉄会館内に本設店舗が開店。
- 1973年10月10日、増築により店舗拡張。また相鉄会館が新相鉄ビル（相鉄ジョイナス）の一部となる[103]。
- 1995年、株式会社横浜髙島屋を吸収合併。合併後も相鉄ホールディングスは髙島屋の主要株主の一つとして名を連ねている。
- 2008年2月期、全面改装が行われた。投資額は約150億円。
- 2018年2月1日、横浜店近くの横浜商品管理センター（旧社宅）跡地を売却し、イベントホール「横浜駅西口タカシマヤローズホール」を開設[104]。

#### 大宮店
- 埼玉県さいたま市大宮区大門町一丁目32[2]

大宮駅東口駅前。
売場面積17,300m2。

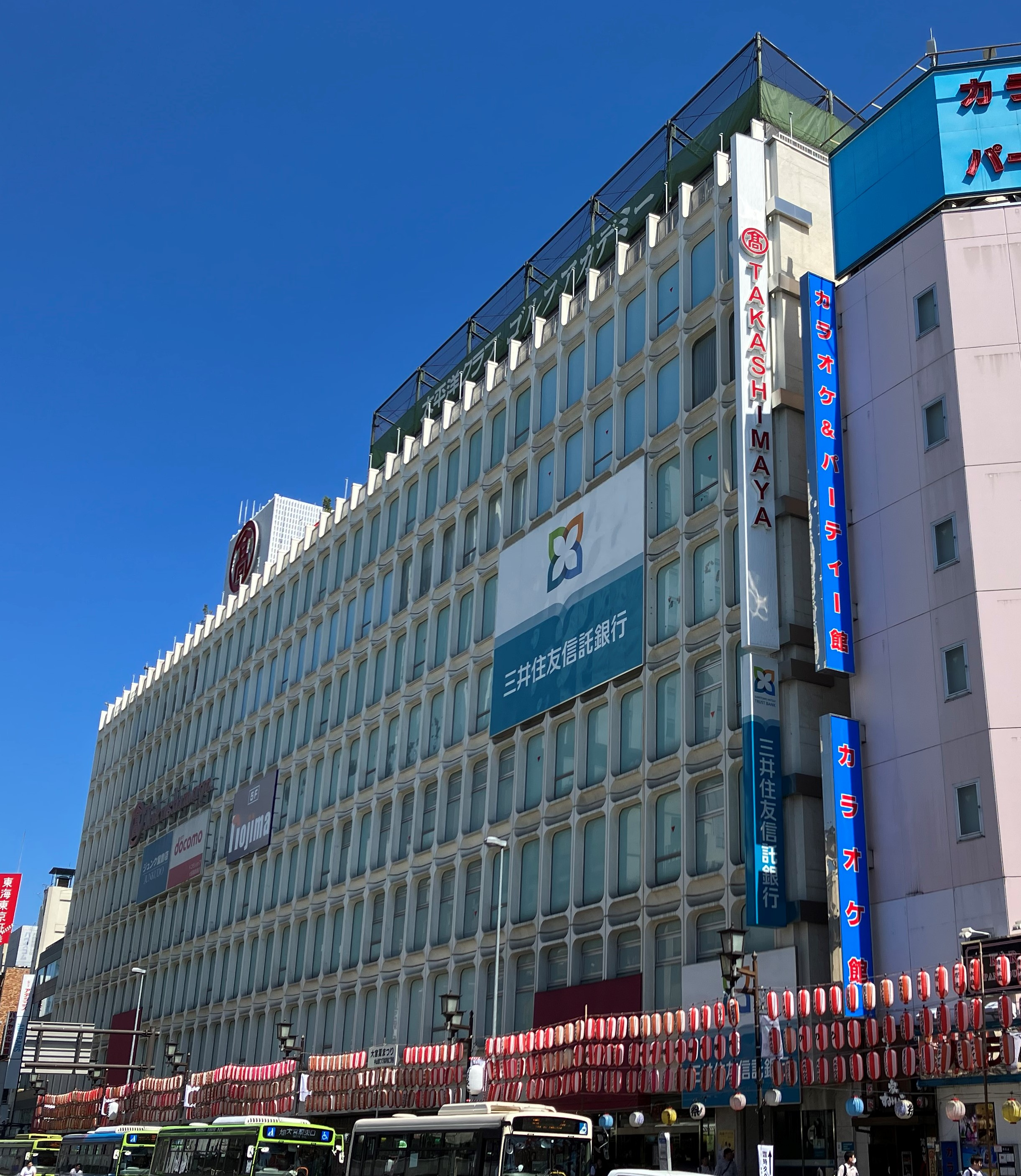
大宮店

1965年頃、髙島屋では大宮に郊外型百貨店の新設を計画した。計画は当時大宮駅前にあった市有地（電話局と郵便局）の跡地を中心に、駅前整備の一環として百貨店を建設すべく、用地の払下げを申請するとともに、隣接地の買収に取り掛かった。ところが、用地の払下げが大宮市議会で難航し、他方、期待していた駅前整備計画が進展せず、隣接地の買収や共同ビルの話し合いも一時膠着状態に陥った。そこで髙島屋では計画を縮小せざるを得なくなり、ようやく入手した市有地と武蔵野映画劇場跡地を中心にビルが建設することになった。だが、これらを巡っては大宮市議会議員への贈収賄事件に発展し、多数の市議が逮捕される事態となり、市議会は自主解散、市長も「市民に信を問う」として辞職して「ダブル出直し選挙」が実施されることとなった。
1970年11月2日、大宮駅東口に首都圏における多店舗経営のモデル店を目指すとともに、地域一番店として大宮髙島屋は開店した。ビルは鉄道会館が設計し、鹿島建設・間組が施工した地下4階・地上8階・塔屋3階建て。ストアイメージとしては、都心店的性格を持ちながらも郊外店的の性格を加味したものとし、ファッション性を強調、購買力の都心流出を阻止する店作りを推進した。また中心顧客層を30代の主婦に設定しこれを核に品揃えを行い、各階の売場構成は用途別商品構成とした。加えて90台収容の駐車場を本館東向いに設置、その後、1973年にはこれを立体化し、4階建て、270台収容の自走式パーキングビルとした。開店に先がけて、将来の顧客固定化計画として、1970年8月末から友の会会員5,000名の獲得を目指して募集をはじめたところ、開店までに6,000名の入会者を得ている。
2013年4月24日を以って、近隣の大宮ロフトが閉店したため、5月8日には地下2階にABCクッキングスタジオが、6月21日には7階にジュンク堂書店が移転してきた。また8月28日には地下2階に明治屋ストアが埼玉県内に初進出している。2015年1月26日、三井住友信託銀行大宮支店と大宮駅前支店は、2階～4階に移転して店舗内同居方式で営業を開始した。その後、ABCクッキングスタジオは2018年9月30日に閉鎖。ルミネ大宮教室（2018年1月8日にいったん閉鎖後、同年9月13日に再開）へ統合された。ABCクッキングスタジオ退去後の区画には、12月7日に匠大塚が開店したが、1年半後の2021年5月31日に閉店した。
2022年10月、パーキングビルは売却され、2023年1月には、5階・6階での百貨店営業を終了。これに伴い、5月11日には5階に家電量販店のノジマ、7月30日には6階にアイ工務店の住宅展示スペース「AI-STUDIO-SAITAMA」が新規出店し、百貨店部分とテナント部分の比率は半分となった。
2023年2月期の売上高は75億37百万円で、大宮地区では二番手（競合するそごう大宮店の売上高は、同時期で265億82百万円）。
沿革
- 1968年7月13日、「株式会社大宮髙島屋」を設立。
- 1970年11月2日、大宮髙島屋が開店[110]。
- 1975年3月1日、柏と合併して「株式会社大宮柏髙島屋」を設立。
- 1983年3月、立川・高崎（旧社）と合併して「株式会社関東髙島屋」を設立[111]。
- 1990年、株式会社関東髙島屋を吸収合併。

#### 柏店

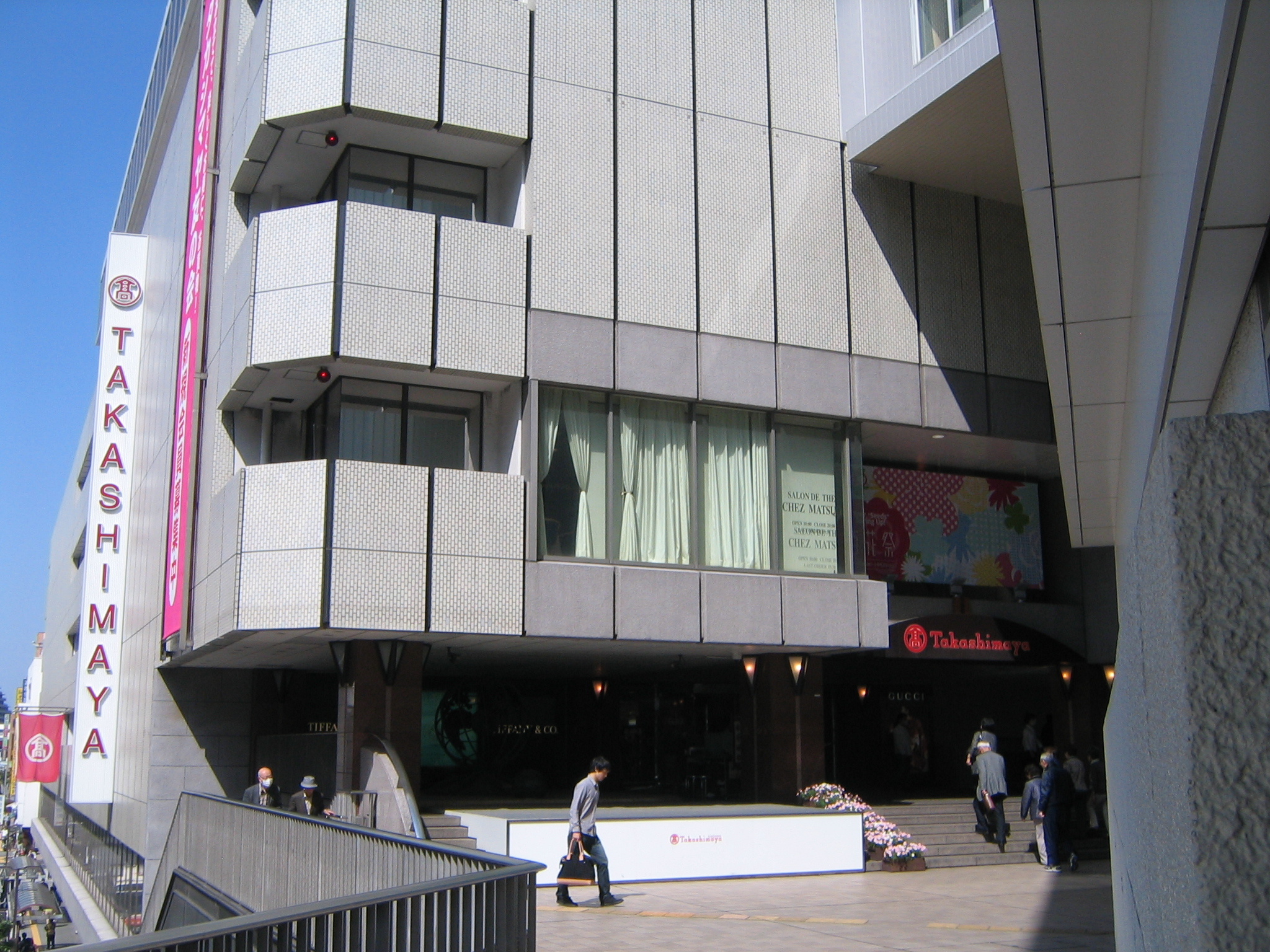
柏店（本館髙島屋）

- 千葉県柏市末広町3-16 [2] 柏髙島屋ステーションモール本館

柏駅西口直結のターミナルデパート。
売場面積は、髙島屋単独では本館18,860m2+S館髙島屋8,650m2の合計で27,510m2、柏髙島屋ステーションモール全体（S館専門店16,300m2、新館7,000m2を含めた4館）で50,810m2。
- 1971年7月17日、東武鉄道との提携により「株式会社柏髙島屋」を設立[111]。
- 1973年11月2日、開店。
- 1975年3月1日、株式会社大宮髙島屋と合併し「株式会社大宮柏髙島屋」を設立。
- 1979年11月、専門店ビル「柏ローズタウン」開業（現・S館専門店、S館髙島屋）。運営は京葉興業株式会社。
- 1983年、東神開発株式会社が京葉興業を吸収合併。
- 1983年3月、株式会社立川髙島屋、株式会社高崎髙島屋（旧社）と合併し「株式会社関東髙島屋」を設立。
- 1990年、株式会社髙島屋が株式会社関東髙島屋を吸収合併。
- 1992年4月23日、柏ローズタウンを増築して「柏髙島屋ステーションモール」と改称し、リニューアルオープン[112]。
2008年10月1日、ステーションモール新館がオープン[113]。

##### タカシマヤフードメゾンおおたかの森店

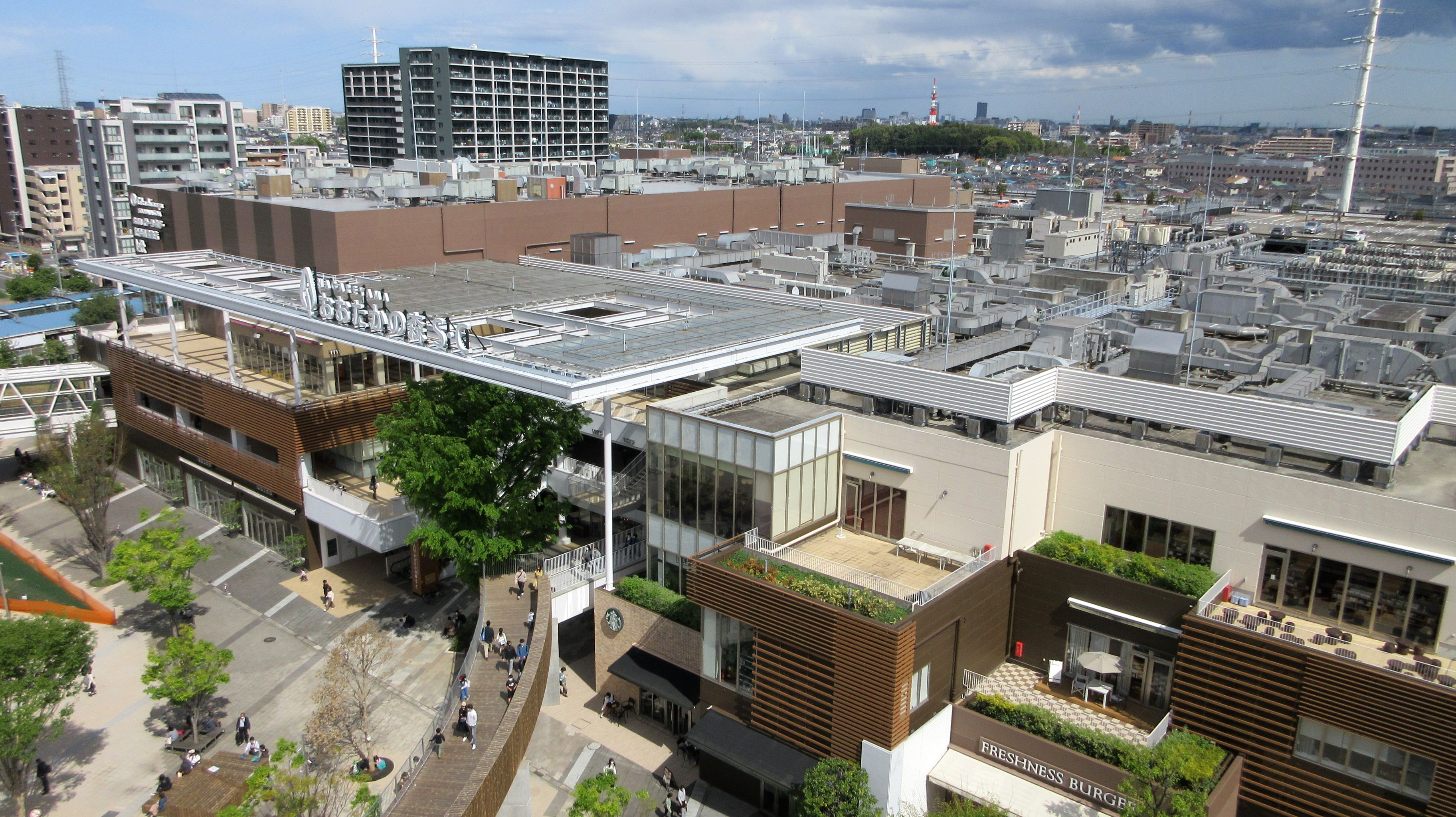
タカシマヤフードメゾン(おおたかの森SC内)

- 千葉県流山市西初石6-185-2 流山おおたかの森 S・C

つくばエクスプレス/東武野田線流山おおたかの森駅前。
フードメゾンは売場面積3,500m2。
柏店の売上・入店客数は、タカシマヤフードメゾンおおたかの森店を含めた数値が計上・発表される（後述する、過去に営業していたコスメ専門店部分を含む）。
流山おおたかの森 S・Cは、東神開発が開発・運営している。
- 2007年3月12日[114]、流山おおたかの森 S・Cと同時に開店[115]。柏店の分店で、食料品販売を主体とする店舗。
- 2017年10月25日、フードメゾンの隣接区画に、百貨店向け化粧品を主体とするタカシマヤコスメティックスミリオンドアーズを出店した。売場面積155m2。しかし、およそ5年後の2023年1月6日閉店（フードメゾンは営業継続）[116]。

## 連結子会社の百貨店

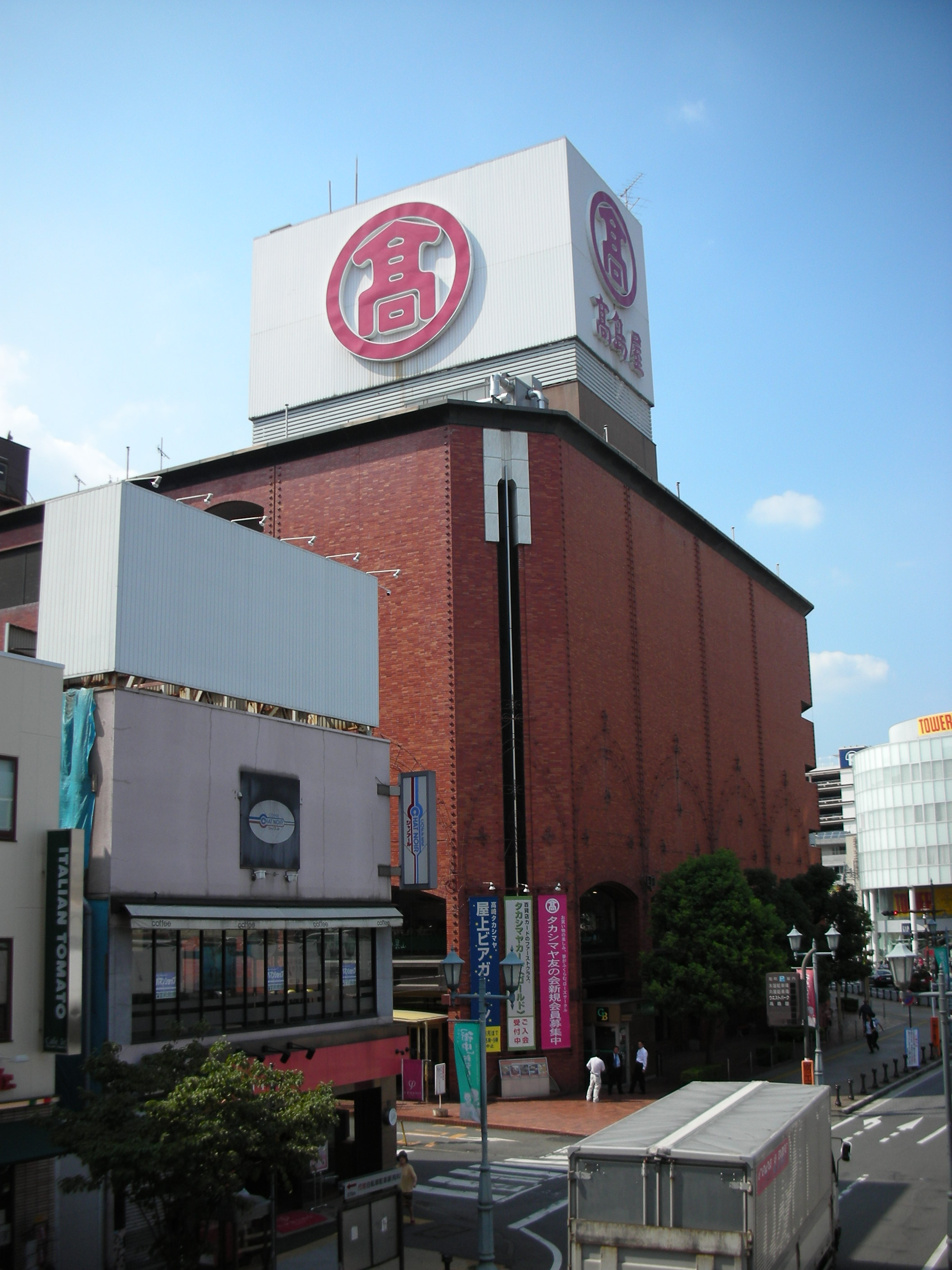
高崎店
2017年に高崎駅・高崎OPAへペデストリアンデッキが設置される前

株式会社高崎髙島屋（高崎店）
- 群馬県高崎市旭町45[2] 高崎駅前ビル

JR東日本・上信電鉄高崎駅西口。
地上6階・地下3階建て。売場面積19,346m2。
上越線と信越線の分岐点である高崎駅は、1971年4月に上越新幹線高崎駅併設の整備計画が決定したことにより、髙島屋では将来における北関東随一の百貨店立地として注目してきた。そうした矢先、同駅前の高崎倉庫から建設会社を通じて、同倉庫跡地への出店の勧誘があった。高崎市の中心部には戦前から髙島屋のストアがあり、藤五（1964年開店。藤五伊勢丹を経て1985年閉店）やスズラン（1968年開店）もあって、群馬県内では前橋市とともに商圏を二分するにぎわいを見せていた。
協議の結果、髙島屋は運営子会社を設立し、高崎倉庫が建設した高崎駅前ビルを丸ごと借り受け、出店することを決定。1977年10月1日に開店した。高崎髙島屋は地下3階・地上6階・塔屋2階で構成。新幹線高崎駅の建設を機に駅前には髙島屋、ダイエー高崎店（1976年開店、1994年閉店）、ニチイ高崎店（1976年開店。高崎サティ、高崎ビブレを経て2014年閉店）の大型店が3店が出店したため、全国有数の商業激戦地となった。このため髙島屋では、高崎店を販売第一主義に徹した店として、各種後方事務を柏店と同様に大宮店で処理するとともに、付帯施設への投資を抑制し、他方、POSの全面採用などコンピューターによる経営管理を推進することとした。
開店にあたっては、地元商店街と協力し、一体となって魅力ある街づくりを進めるとの基本方針が定められ、商品政策としては、身近な実用品を中心としながらもブランド物や輸入品なども加えて、幅広い品揃えとした。特徴売場としては、1階正面玄関ホールに500㎡の吹き抜けのバラの広場を設けた。この広場と2階の回廊とでスポット的な催しもできるようにし、ここは"憩いのモール"と名付けられた。店舗施設面では地下2階と地下3階に170台収容に駐車場が用意されている。
リノベーション
2017年9月27日、駅前公共デッキ拡張に伴う2階接続エントランスと立体広場の新設、および売場面積の拡大を目指して内部の吹き抜けを塞ぐ増築が完成し、改装オープンした。2階には駅に近い「JR口」と「テラスデッキ口」の2つの玄関を設け、吹き抜け部分を埋めて約300㎡の売場に転換。公共デッキとの接続は、高崎市と髙島屋が相互補完的に地域の動線を立体的に整備する共同計画であり、公共デッキに慈光通り繁華街へのルートと身障者用縦動線を提供して、髙島屋に2階フロアレベルでのアクセスが設えられた。新たなエントランスは「開かれたゲート」をキーワードに、各風除室前に外部アルコーブを設けて、人々に溜れる場を提供した。壁・天井の仕上は連続する門型アルミルーバーで構成して、既設のレンガ調タイル一様の外観に新風を与えつつ、色調は「髙島屋ブラウン」を用いて、既存のレンガ調タイルと馴染む落着きのある空間となっている。
沿革
- 1972年11月10日、「株式会社高崎髙島屋」（旧社）を設立。資本金5,000万円で設立[118]。
- 1977年10月1日、開店。
- 1983年3月、株式会社立川髙島屋、株式会社大宮柏髙島屋と合併し「株式会社関東髙島屋」を設立。
- 1990年、株式会社髙島屋が株式会社関東髙島屋を吸収合併。
- 2004年、再分社化。株式会社高崎髙島屋（2代）となる。
- 2017年9月27日、リノベーションが完成し、改装オープン。

株式会社岡山髙島屋（岡山店）
- 岡山県岡山市北区本町6-40[2] 日本生命岡山駅前ビル。

岡山駅東口。
売場面積19,493m2。
1969年頃の岡山市の人口は、市域で37万人、倉敷など隣接地域を含めた商圏人口は80万ないし100万人を擁していた。これだけの購買力がありながら、市内の百貨店は地元の天満屋しかなく、髙島屋では出店について各種の調査を進めていた。こうした折の1970年4月、日本生命から、岡山駅前の日通倉庫跡地に百貨店ビル建設の話があり、髙島屋では隣接地の買収を要請するなど、出店を前提とした話し合いがはじまった。そして1971年4月、地元法人の岡山髙島屋を設立し、6月には店舗床面積23,000㎡の申請を行った。商調協による審議は意外と難航し、6ヶ月にわたる審議の末、申請面積を17,000㎡に削減することでようやく結論に達した。
1973年5月19日、髙島屋グループ11番目として開店した岡山高島屋は、村野藤吾の設計した地下2階・地上8階・塔屋3階建て。総面積は32,016㎡。外壁は白を基調色に清潔感を出し、岡山市のキャッチフレーズ"緑と花、光と水の街づくり"にのっとり、壁面に花を飾り付け、店舗周りにも植木を配した。また店内は中国地方ではじめての全館完全防災設備が施された。売場は、輸入品、オリジナル商品、高級品などのリード商品と、センスある一般商品を中心に髙島屋らしさを明確に打ち出した。特徴売場としては1階正面玄関前横に、婦人服を中心に季節のトップファッションをアピールするファッションステージを設けたほか、各階に軽食、喫茶コーナーも配した。開店以来、両備ホールディングスが物流とレストラン営業に携わっている。後方施設として、本館南側80mに、総面積15,673㎡・地下2階・地上7階の日本生命岡山第2ビルを借用して、髙島屋駐車場（自動車300台、自転車200台収容）とした。岡山駅前広場地下に整備され、1974年8月24日に開業した岡山一番街とは、本館地階で連絡通路によって直結している。
1979年9月13日、事務部門のほとんどを本館南側に新築されたセントラルビル8階に移設し、空いたスペース1,000㎡を売場に拡張、同時に全館新装して開店した。売場拡張にあたっては、従来の基本路線を踏襲し、"ファッションに強い髙島屋"のイメージをより一層アピールし、婦人服売場を3階に加えて新たに4階の2分の1にも拡張、さらに従来取り扱いがなく顧客から要望の多かった書籍、レコード、高級スポーツ衣料も新たに導入された。
1991年5月27日、津山市の閉店した大手町デパート跡に岡山髙島屋津山店（商業面積約4,500㎡）を開店する。しかし、1999年4月の天満屋津山店を核店舗とするアルネ津山の開店を前に、競合を避けるため、3月末で津山店は閉店した。
吸収合併と再分社
1995年、岡山髙島屋は髙島屋に吸収合併となるが、2004年からは会社分割により岡山高島屋として、地域に根ざした百貨店を目指した。だが、消費の低迷により採算が悪化していった。このため、2010年4月、岡山髙島屋は再建に向けて、両備HDと資本提携を結び、両備HD社長の小嶋光信が会長、髙島屋で女性初の広報・IR室長を務めた肥塚見春（のち髙島屋代表取締役専務）が社長兼店長に就き、改革を進め、2013年2月期に黒字転換を果たした。2020年7月、両備HDは髙島屋の意向により、保有していた岡山髙島屋の全株を髙島屋に譲渡した。これにより資本提携は解消となるが、今後も店内の施設運営やサービス事業、物流などで連携関係を維持するとしている。
2014年12月、グランドオープンしたイオンモール岡山1階にテナントとして「タカシマヤフードメゾン岡山店」を出店するが、定期賃貸借契約満了に伴い、2021年2月28日をもって閉店した。同店営業期間中は、岡山髙島屋の売上・入店客数に、タカシマヤフードメゾン岡山店を含めた数値が計上・発表されていた。
売上高のピークは津山に分店のあった1992年2月期(349億円）。2023年で開店50周年を迎えた。
沿革
- 1971年4月1日、資本金5,000万円で「株式会社岡山髙島屋」（旧社）を設立。代表取締役社長に飯田新一が就任[133]。
- 1973年3月1日、資本金を5億円に増資[134]。
- 1973年5月19日、開店。
- 1991年5月27日、津山市の閉店した大手町デパート跡に岡山高島屋津山店を開店。
- 1995年、髙島屋に吸収合併。
- 1999年3月31日、岡山高島屋津山店を閉店。
- 2004年、再分社化。
- 2010年4月、両備ホールディングスが岡山高島屋の第三者割当増資を引き受け、33.4%を出資。
- 2020年7月1日、両備ホールディングスが保有していた岡山高島屋の全株を髙島屋に譲渡。岡山高島屋は髙島屋の完全子会社に戻る。

## グループ企業の百貨店

### 国内2社
ジェイアール名古屋タカシマヤ
- 愛知県名古屋市中村区名駅一丁目1-4[135]JRセントラルタワーズ（名古屋駅直上）

店舗面積87,000m2。
年間売上高1,940億円（2023年度）。2000年の開業初年度は608億円だったが、2007年度に1,000億円を突破。2017年にタカシマヤゲートタワーモールを、2021年に大名古屋ビルヂング内にジェイアール名古屋タカシマヤ ウオッチメゾンを増床し、店舗別売上高は全国の髙島屋店舗で1位となったほか、愛知県内および名古屋市内でも最大の売上を誇る百貨店である。
- 1992年12月25日、株式会社ジェイアール東海髙島屋を設立[135]。JR東海が株式70%を保有する。
- 2000年3月15日、開店。
2017年4月17日、隣接するJRゲートタワーにタカシマヤ ゲートタワーモールを開業[137]。

いよてつ髙島屋
- 愛媛県松山市湊町5丁目1-1[138] 伊予鉄道・松山市駅ターミナルビル
売場面積39,000m2。

株式会社伊予鉄髙島屋が運営。同社は支店として、三島店、新居浜店、西条店、今治店、大洲店、八幡浜店、宇和島店、南宇和店  を有する。
- 1969年9月1日、「伊予鉄百貨店」を設立[138]。
- 1971年7月5日、「いよてつそごう」を開店[138]。
- 2000年12月25日、そごう経営破綻により提携解消を決定。
- 2001年2月、髙島屋ハイランドグループに加盟。同年6月1日、株式会社伊予鉄百貨店へ社名変更。
- 2002年3月1日、髙島屋との資本提携により「株式会社伊予鉄髙島屋」へ社名変更。

### 海外4社

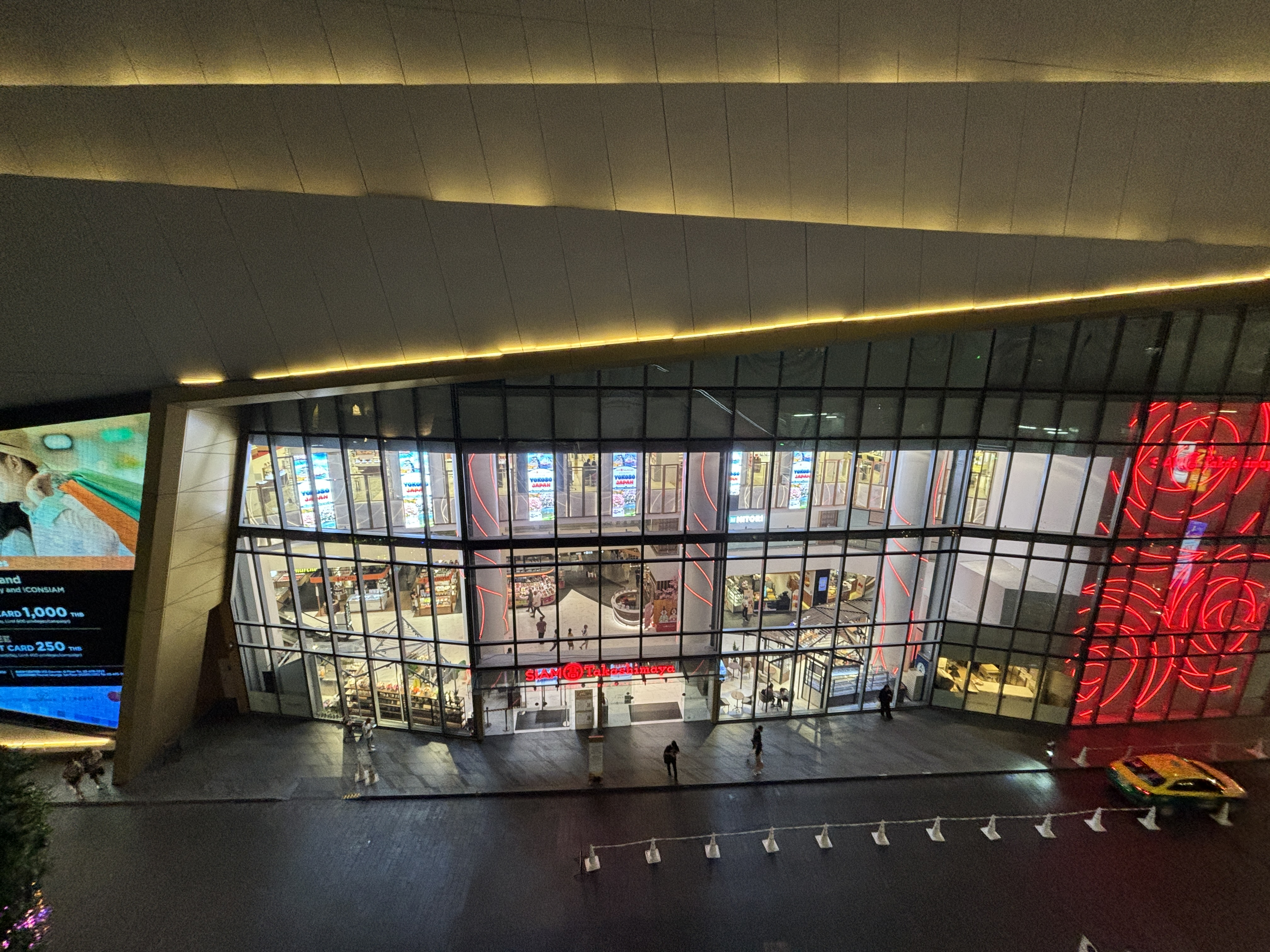
サイアム髙島屋

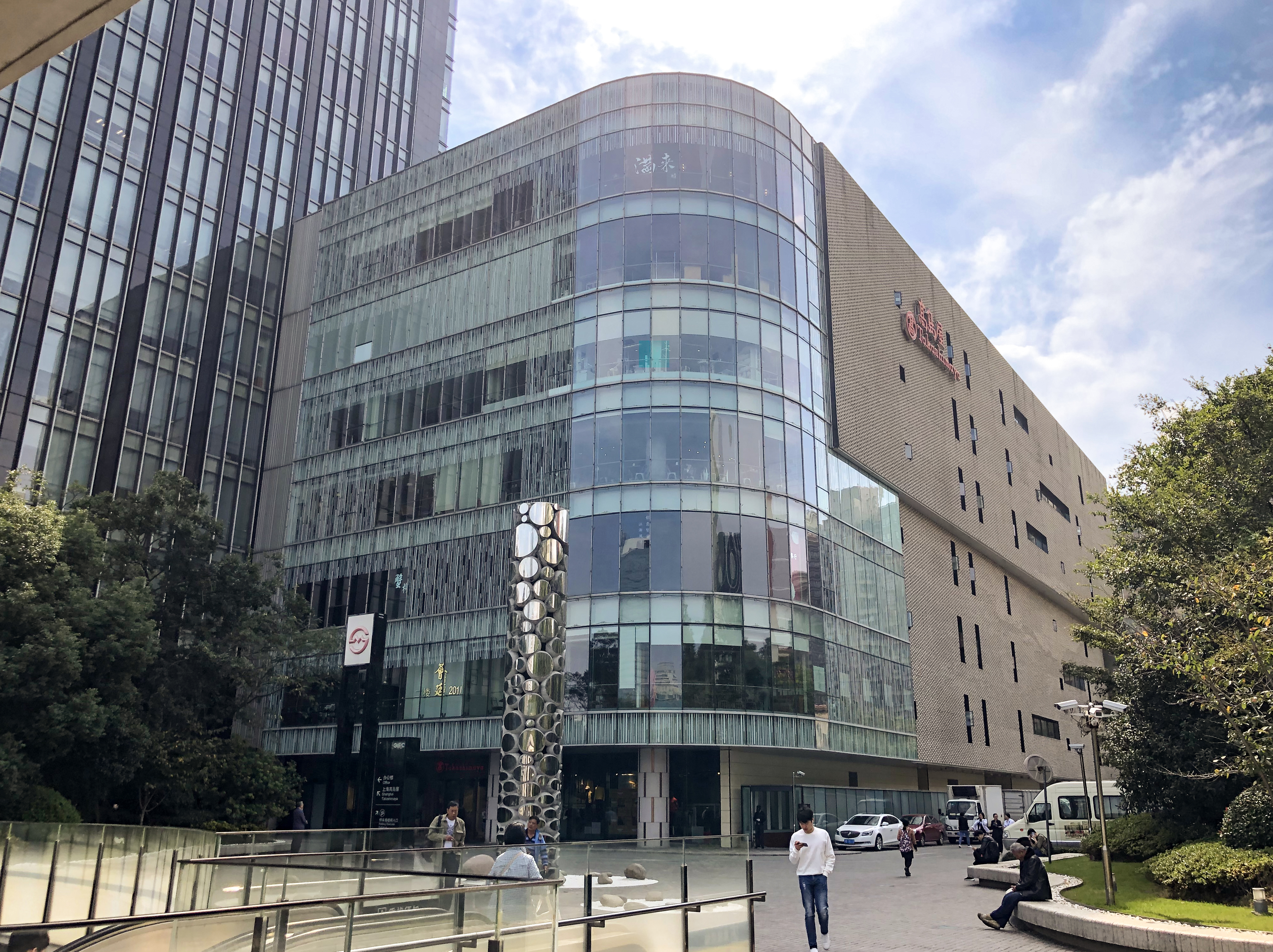
上海髙島屋
- 上海市长宁区虹桥路（虹橋路）1438号。地下鉄10号線伊犁路駅地下直結。

上海高岛屋百货有限公司（Shanghai Takashimaya co.ltd）が運営。75%出資合弁企業。
地下1階・地上7階、売場面積は約40.000m2。
- 2012年12月19日、開店。
- 2019年8月25日に閉店を予定し、子会社の上海髙島屋百貨有限公司も解散と清算を実施する予定だったが、閉店2日前の8月23日になって閉店を撤回した。

タカシマヤ・シンガポール
- 391 Orchard Road Singapore

タカシマヤ・シンガポール（Takashimaya Singapore Ltd）が運営。
- 1993年10月8日開業。

ホーチミン髙島屋
- ベトナムホーチミン市1区

2016年7月30日、サイゴンセンターの核テナントとして開業。
サイアム髙島屋
タイ王国バンコク市内のチャオプラヤー川西岸。BTSゴールドラインチャルンナコーン駅直結。
大型複合施設アイコンサイアムの核テナントとして入居。
地下3階・地上4階、売場面積は約25.000m2
サイアム タカシマヤ（タイランド）CO., LTD.が運営。
- 2018年11月10日開業。

## 商標ライセンス等の締結で引き続き髙島屋を名乗る百貨店

### 国内

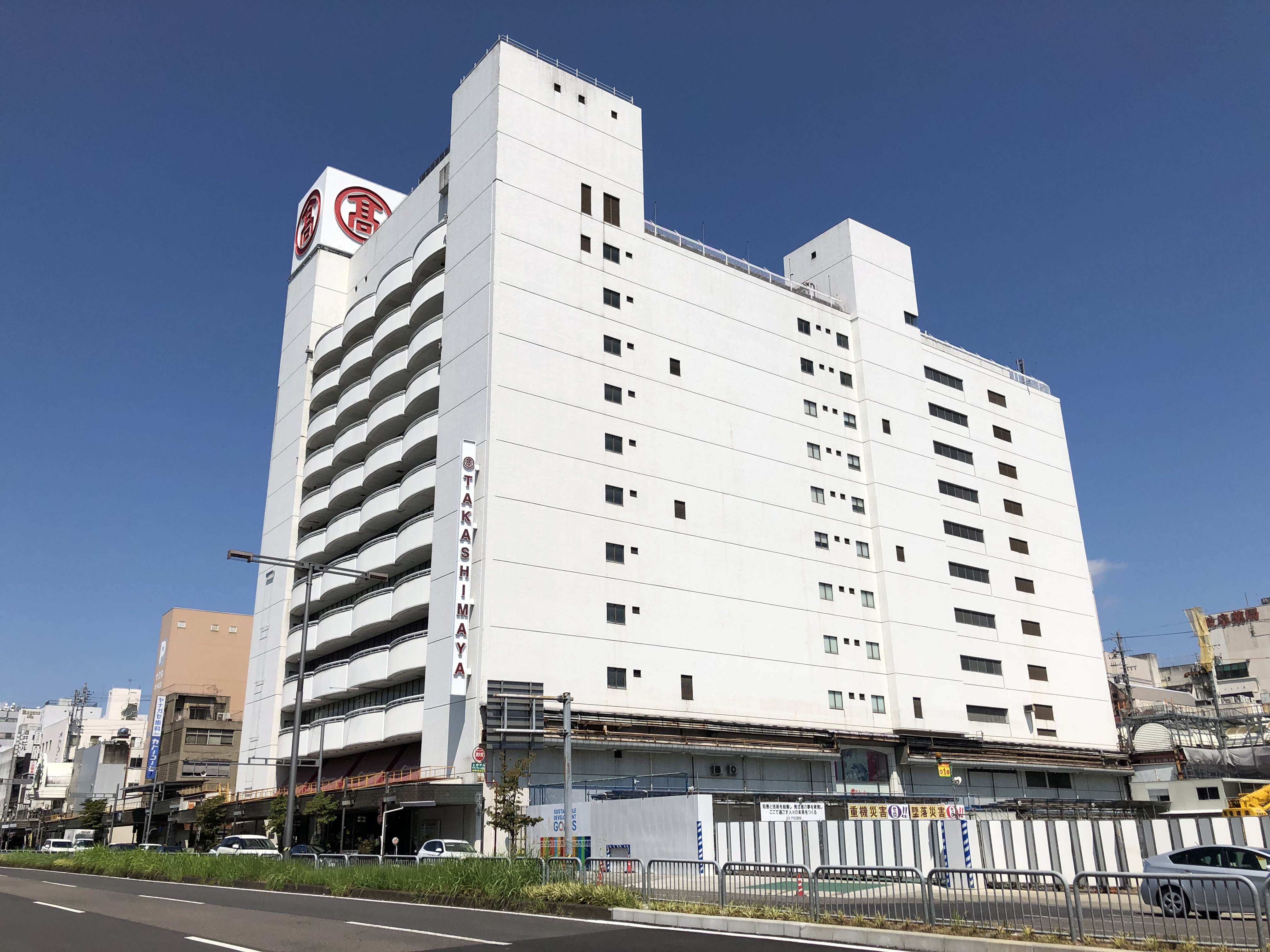
岐阜店

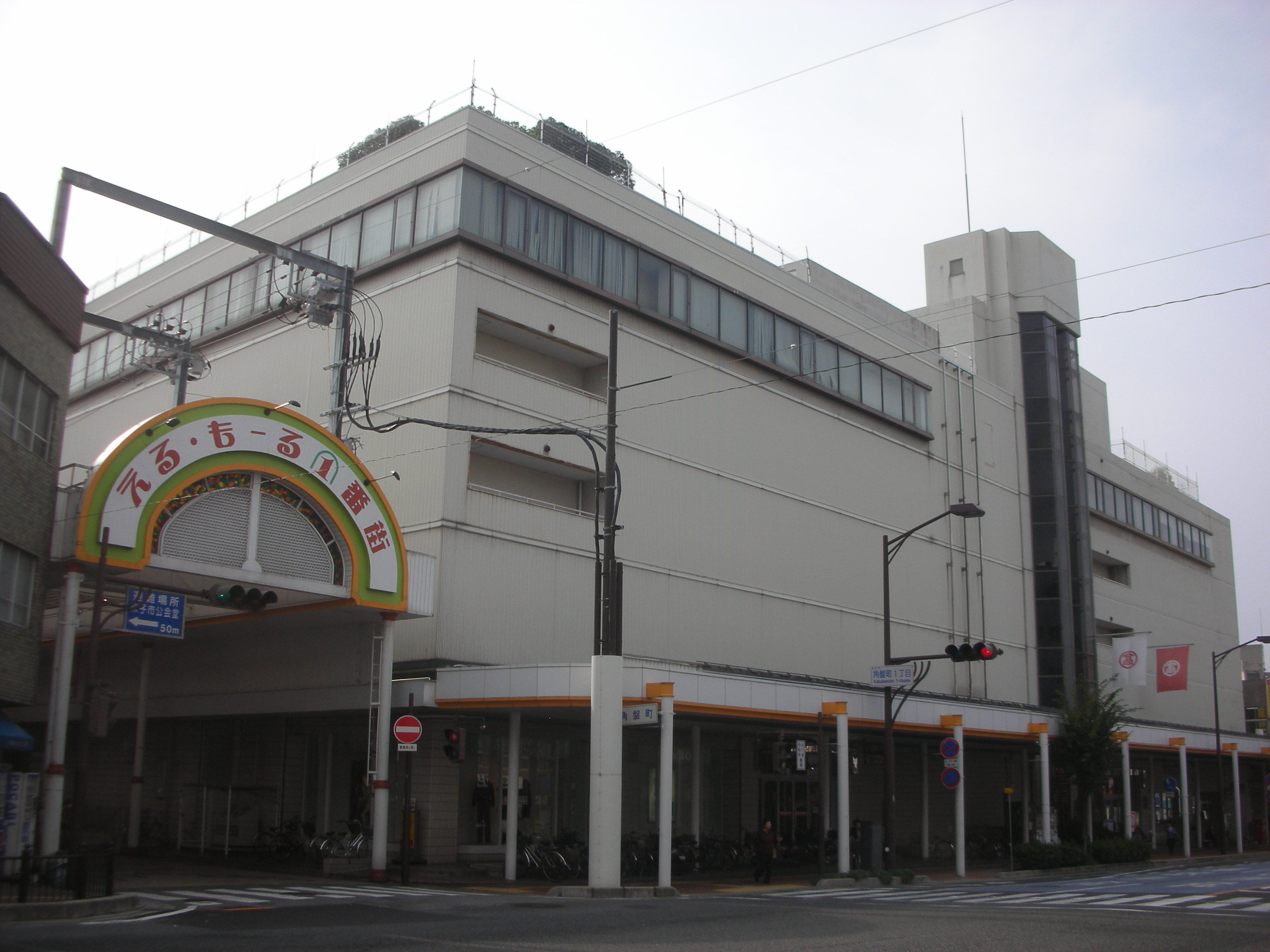
JU米子タカシマヤ
- 鳥取県米子市角盤町1-30[2] 日本生命米子髙島屋ビル

株式会社米子髙島屋が運営。
境線富士見町駅より徒歩数分。
米子駅発着の路線バスでは、日本交通・日ノ丸自動車の「髙島屋・公会堂前」停留所下車。
売場面積16,407m2。
1960年当時、山陰には松江市に三越系の一畑百貨店、鳥取市には鳥取大丸があったのに対し、米子市には百貨店がなかったので、12月、同市の有力者から髙島屋に対し強い出店の要請があった。勧誘を受けた髙島屋では、地方百貨店の経営は未経験であるため慎重に検討した結果、米子市の将来に期待し、1961年5月、地元各方面との共同出資による米子髙島屋を設立した。
ところが、会社設立のころから地元の一部商店会が髙島屋の進出に絶対反対を表明。これに全国小売商団体が加勢し、約1年間にわたる激しい反対運動が展開された。このため、百貨店の建設は一時宙に浮いたが、米子市名誉市民である遠藤光徳が尽力し、1962年6月、申請予定の店舗床面積6,000㎡を約25%削減することで話し合いがつき、翌年2月に通産大臣から正式許可を得て、建設工事が始まった。
1964年4月1日、角盤町の啓成小学校跡地に開店した米子髙島屋は、地下1階・地上5階・塔屋4階建て。総面積9,760㎡の店舗は、当時山陰随一であり、施設もまた中国地方初のアップダウン・エスカレーターや、全国的にも珍しく消防法でも義務付けられていなかった消火用スプリンクラーを完備。さらに塔屋には展望台を設け、地域社会から愛され親しまれる店づくりを目指した。また米子には、気軽に会食を楽しめる施設がなく地元からの要請もあり、5階の全フロアを食堂フロアとし、4階は、その半分を475㎡の文化催しホールとして用い、次々と文化催しを開催した。1年後、文化催し場は商品催し場へと転用が認められ、米子店の店舗面積は628㎡増の5,073㎡となった。
1969年9月1日には、本館の東側に、本館とブリッジで接続した地下1階・地上5階の事務館を新設。これにより従来本館4階にあった事務部門の一部を別館に移設し、本部事務所跡575㎡を売場に、1978年9月には、5階食堂の一部378㎡を催し場に改装した。また1971年7月には事務館南側の土地1,150㎡に43台収容の駐車場を開設。さらに11月には事務館北側に隣接して第2別館を建設し、1・2階の喫茶「ロイヤルローズ」を開店した。ここは地方都市に珍しい大型喫茶店で、メニューの豊富さも相まって評判となった。1978年7月には駐車場を拡張、収容台数80台、面積2,447㎡となり、自動駐車券発行機を設置した。
開業15周年を迎える1979年3月には、初めての全館売場改装工事が完成。翌年9月には、4階に50㎡の美術画廊を新設した。その後、米子店南隣にあった郵便局の移転計画が具体化したため、その跡地に店舗に接続したビルを日本生命が建て、全面借用して拡張することになった。これにより店舗面積は2倍の11,000㎡となり、旧館の1・2階には専門店を誘致し、1984年に増床オープンした。
1994年には地下1階・地上7階建ての東館が完成。延床面積は約9,500㎡で本館とは連絡通路でつながった。だが、2016年1月に近くにあったやよいデパートが経営不振で閉店し、中心市街地「角盤町エリア」の再活性化が急務となった。そこで米子市が米子髙島屋と米子商工会議所、「える・もーる商店街」などと協議を重ねた結果、米子髙島屋が服飾や家具など10店余りが入る東館と7階建てで255台が駐車可能な立体駐車場を、2017年末に米子市に無償譲渡し、「商都米子」復活に協力することになった。この東館は、公募により活用事業者になった地元企業ジョイアーバンがリノベーションを行い、2019年11月22日、複合施設「グッドブレスガーデン」に再生オープンさせた。米子髙島屋は、配送トラックが出入りするグッドブレスガーデン地下1階と事務所が入る7階一部と立体駐車場を有償で借り受けた。
JU米子タカシマヤに
2020年3月1日付で髙島屋が所有する米子髙島屋の全株式は、東館の再開発を手がけたジョイアーバンに譲渡され、同日から屋号が「JU米子タカシマヤ」（JU＝ジョイアーバン〈JOY URBAN〉）に変更。これに伴い、髙島屋との資本関係はなくなるものの、ジョイアーバンは商標や商品調達支援を盛り込んだ営業協力契約を締結した。 髙島屋は新たな販売部長をJU米子タカシマヤに派遣するなど人員面でも支援する。
2022年6月18日、地下1階の食品売り場（デパ地下）全面に、イオングループのスーパーマーケットである「マックスバリュ」が導入され、鳥取県初出店した（運営はマックスバリュ西日本→現在はフジ）。売り場ごとに販売員も売り場も独立していた「デパ地下」は一変。集中レジに進むスーパーならではの店構えになった。これを受け、従来の総菜や和洋菓子などの売り場は、同年3月25日に開業した別館の「フードスタジオカクバン」や、1階の一部エリアに移設となった。
2024年6月10日、前月末に開店したマルイ黒田店（松江市黒田町）に、ギフトショップ「JU米子高島屋ギフトサロン松江」をテナントとして出店した。島根県では、唯一の百貨店だった一畑百貨店が1月に閉店しており、外商要員を配置して県内の贈答品需要などを取り込むとしている。
沿革
- 1961年5月22日、資本金5,000万円で「株式会社米子髙島屋」（旧社）を設立。代表取締役に坂口平兵衛、渡邉豊松が就任[156]。
- 1962年1月17日、坂口平兵衛が代表取締役会長、渡邉豊松が代表取締役社長に代表役員変更[157]。
- 1964年3月1日、資本金を1億円に増資[158]。
- 1964年4月1日、開店[31]。
- 1995年、吸収合併。
- 2003年、再分社化。
- 2019年10月11日、髙島屋が所有する全株式を、東館（2018年閉鎖）の再開発を手がけた地元企業のジョイアーバンに、2020年3月1日付で譲渡することを発表。
- 2020年3月1日、株式譲渡。同日から屋号を「JU米子タカシマヤ」（JU＝ジョイアーバン〈JOY URBAN〉）に変更。
- 2022年6月18日、地下食料品売り場に、イオングループのスーパーマーケットである「マックスバリュ」が出店。

### 海外

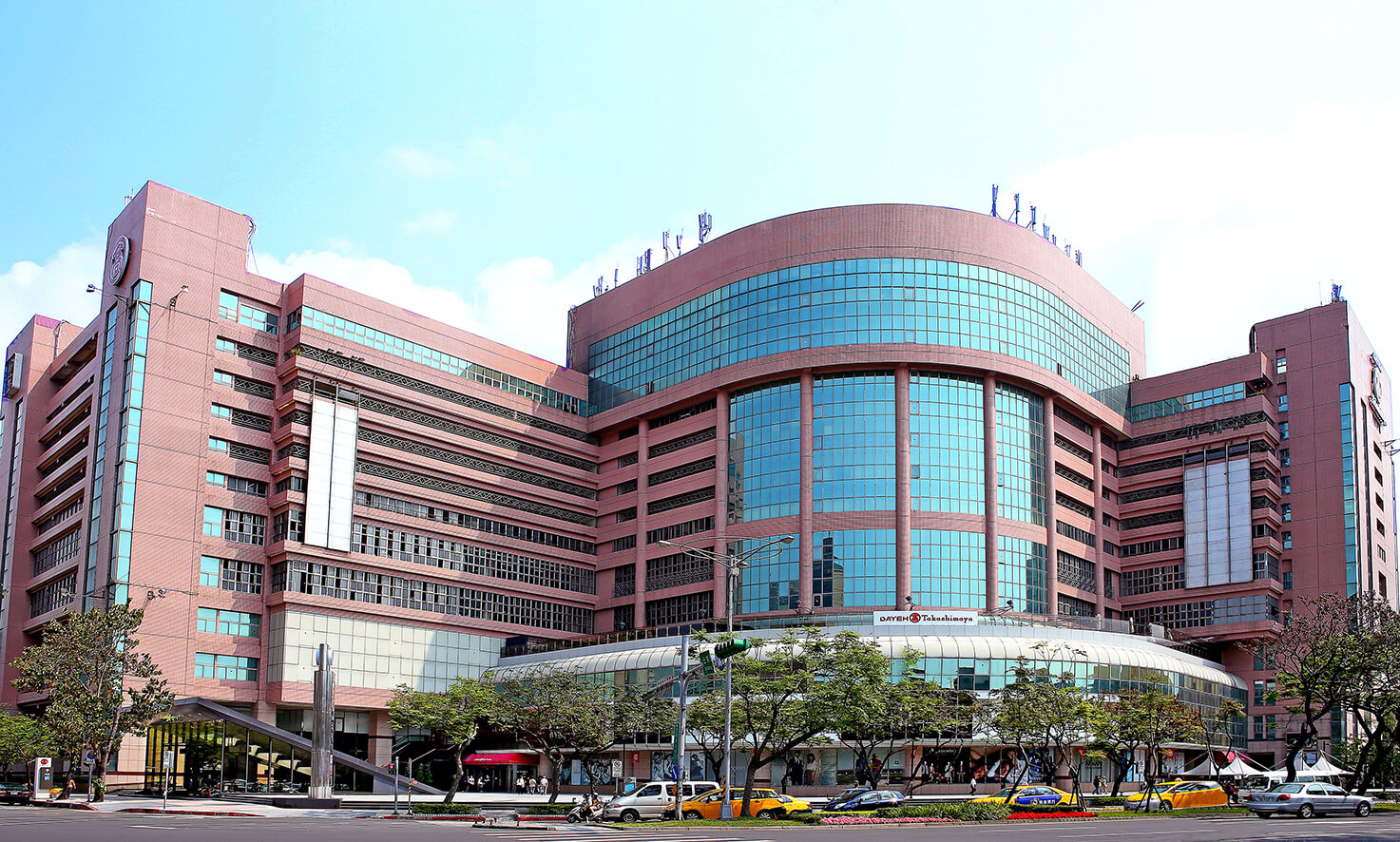
台北大葉髙島屋

大葉髙島屋
- 台灣台北市士林區忠誠路二段55號

大葉高島屋股份有限公司（Dayeh Takashimaya co.ltd）が運営。ダイハツ、プジョーと技術提携する自動車メーカー・羽田機械50%出資の合弁会社。
台湾の天母に立地。国立故宮博物院、台北日本人学校に近接する。
- 1992年3月、会社設立。
- 1994年7月9日、店舗開業[160]。
- 2000年、統一超商（台湾でセブン-イレブンを展開する統一企業のグループ会社）も出資。
- 2004年、信義地区に2号店「統一高島屋」を建設する計画があったが破談になり、統一は阪急百貨店と提携で「統一阪急百貨」を開業した。
- 2016年5月16日、高島屋は保有する大葉髙島屋百貨の全株式を、大葉開発に譲渡すると発表した。これにより大葉髙島屋との資本関係はなくなるものの、新たに商標等ライセンス契約を締結し、大葉髙島屋の名称を引き続き使用する（遠東SOGOと同様）。

## 百貨店業以外の店舗・施設

### 日本
- 髙島屋史料館（髙島屋大阪店東別館3階）
- 髙島屋史料館TOKYO（髙島屋日本橋店本館4・5階。大阪の髙島屋史料館の分館）

#### 東神開発
- 玉川髙島屋S・C（東京都世田谷区[161]）
- 日本橋高島屋S.C.（東京都中央区[161][162]）

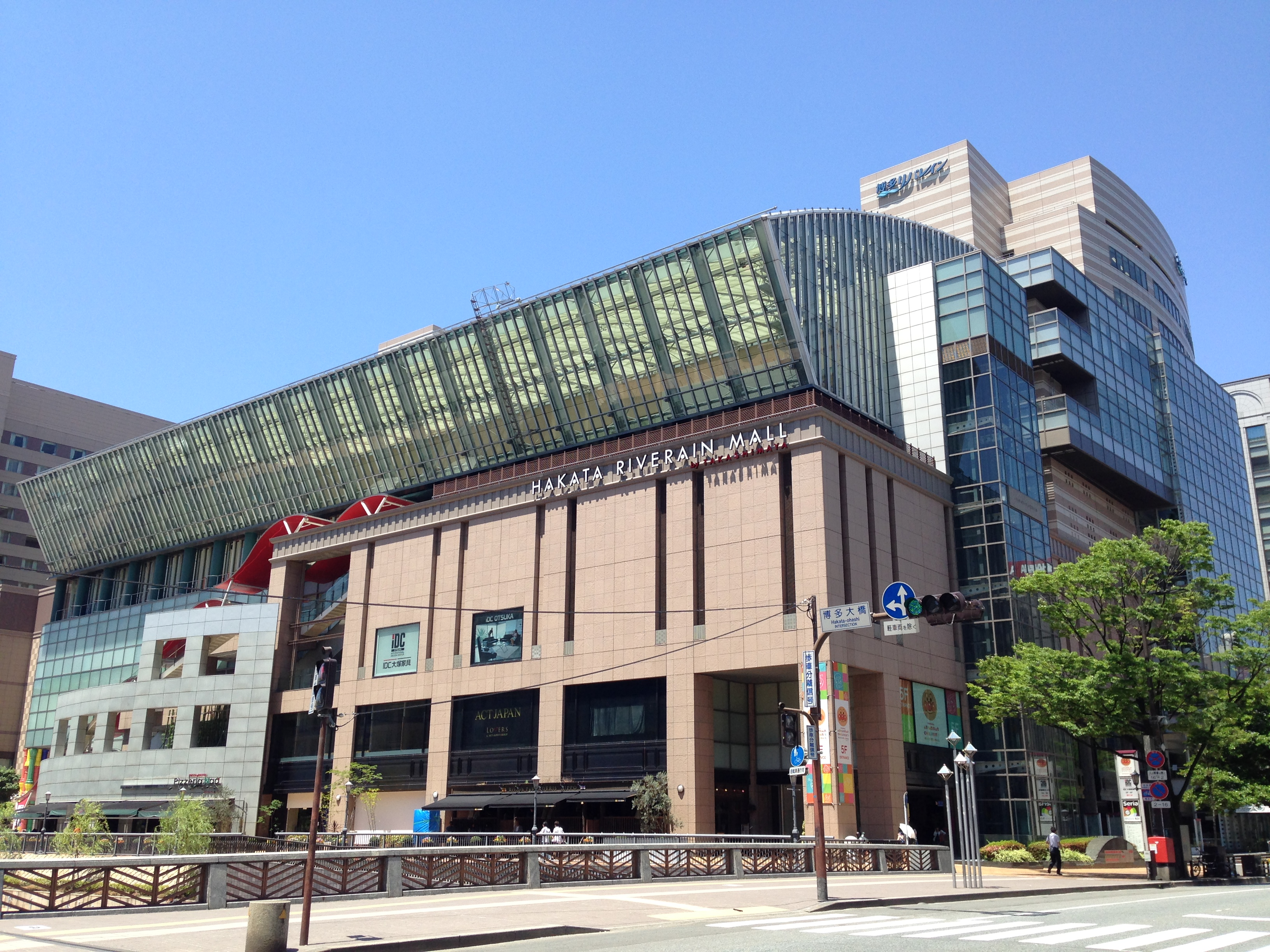
博多リバレインモール by TAKASHIMAYA

- タカシマヤタイムズスクエア（東京都新宿区[161]）
  - タカシマヤタイムズスクエア レストランズパーク[161]
- 立川高島屋S.C.（東京都立川市[161][163]）
- 柏髙島屋ステーションモール（千葉県柏市[161]）
- 流山おおたかの森 S・C（千葉県流山市[161]）
  - 流山おおたかの森S・C FLAPS[161]
  - 流山おおたかの森 S・C ANNEX2[161]
  - NAGAREYAMAおおたかの森 GARDENS アゼリアテラス[161]
- 京都高島屋S.C.（京都市下京区[161][164]）
- 博多リバレインモール by TAKASHIMAYA（福岡県福岡市博多区・博多リバレイン内）- 2007年8月から施設運営に参画[161]。

### 海外
- シンガポール髙島屋S・C - 東神開発による運営。

## 過去に存在した店舗

### 国内
津田沼髙島屋（津田沼店）
- 千葉県習志野市谷津1-16-1 習志野サンペデック（現・モリシア津田沼）

株式会社津田沼髙島屋が運営。
売場面積約12,000m2。
津田沼駅南口にあった学校移転に際し、地元習志野市がその跡地利用について1971年に建築コンペディションを実施したが、そのコンペに採用されたフジタ工業から髙島屋に対して出店の勧誘があり、キーテナントとして具体的に出店計画を進めることになった。ところが、1974年半ばからの石油ショック後の不況の到来で、髙島屋は各地への出店計画を見直し、未着工であった津田沼は出店辞退を申し入れた。しかし、習志野市から辞退撤回を強く要請されたため、店舗規模の縮小や量販店の誘致など、当初案を大幅に変更して出店することになった。
津田沼髙島屋が入居する「サンペデック」は、津田沼開発が施主、フジタ工業が設計・施工した複合施設で、習志野文化センターを中にはさんで左右に並ぶ11階建てのデリカタウンとコミュニタウン、それにこれらを結ぶ3階建ての低層棟で構成された、総面積95,000㎡のコミュニティセンターである。津田沼髙島屋は、このサンペデック中央部分の低層棟とコミュニタウンの6階までの一部を使用し、ダイエー津田沼店とともに、1978年10月14日に開店した。髙島屋は店作りの基本方針として、デリカタウンに量販店のダイエーが津田沼店より3,500㎡大きい売場面積で出店するため、まず第一に量販店では満足し得ない部分の充実を図るとともに、都心への購買力の流出を阻止する品揃えを心掛けた。また開店に際しては、津田沼駅北口の量販店への対抗策も意識して"はじめまして津田沼髙島屋です。ファッショナブルな売場でエコノミーなお買い物をお楽しみください"とのキャッチフレーズで、地区唯一の百貨店の誕生を強く印象付けることとした。加えて、激しい商戦に対処すべく、後方事務は東京店（日本橋店）で集中処理するとともに、POSレジスターを全面的に導入してコンピューターによる経営管理体制を確立することにした。なお、建物はのちに日本生命子会社の所有となっている。
津田沼駅北口には、西武津田沼ショッピングセンター（当初は西友津田沼店・津田沼パルコ）、新京成電鉄新京成線（現・京成松戸線）新津田沼駅前にはイトーヨーカ堂津田沼店、丸井津田沼店が先行して出店していた。また、2駅隣の船橋駅前には西武百貨店、東武百貨店があり、1981年にはららぽーと船橋ショッピングセンターも開業して競争が激化していった。こうした中、津田沼髙島屋は売場面積も百貨店としては規模が小さく集客力が劣っていたため、売上が伸び悩み赤字が続いた。この件は、津田沼髙島屋だけではなく髙島屋本体にも影響が及び、1981年にダイエーが髙島屋の株式を、医療法人十全会経由で10.7%を買い占め、業務提携に一時合意したものの破談した経緯があった。1988年1月時点では、ダイエーは髙島屋株を5.7%所有していた。
結局、開店10年後の1988年8月に閉店。津田沼髙島屋の閉店によって、髙島屋が総武本線沿線へ出店することはなくなった。
- 1976年3月1日、資本金5,000万円で株式会社津田沼髙島屋を設立[169]。
- 1978年10月14日、津田沼髙島屋が開店。
- 1988年8月28日、津田沼髙島屋が閉店[170]。

港南台店
- 神奈川県横浜市港南区港南台三丁目1-3[2] 港南台バーズ

JR根岸線港南台駅前。
相鉄グループの日本市街地開発株式会社が開発した港南台バーズ の核店舗として出店。ビルのオーナーは相鉄ビルマネジメントで、相鉄ローゼン も入居している。相鉄沿線ではない街に作られた「オール相鉄グループ」のショッピングセンターである。
売場面積17,475m2。
- 1983年10月1日、株式会社横浜髙島屋により、横浜髙島屋の支店として開業。
- 1995年、株式会社髙島屋が株式会社横浜髙島屋を吸収合併。
- 2017年3月、横浜店から独立し、単独店舗として計上された。髙島屋グループとして初めてテナントとしてニトリ が入居した。
- 2020年8月16日をもって閉店[172]。

和歌山店
- 和歌山県和歌山市東蔵前丁3-6

南海本線和歌山市駅ビル（南海和歌山ビルディング）内。駅は2階にあった。
売場面積4,347m2の小型店。
初代
1931年9月、大阪店の出張所として和歌山市七番丁1番地に開設された和歌山出張店は、1948年8月、支店に昇格し、9月には繁華街の中心に近い十番丁に移転開店した。新店舗は坂倉準三の設計。木造ながら4階建ての店舗で、正面玄関はブロック風の総ガラス窓という明るいデザインとなり、4階には40数席の客席を備えた軽食堂が設けられた。その後、朝鮮動乱ブームも去って、不況色が濃くなった1952年には、その打開策として合理的経営が叫ばれ、当時髙島屋では東京、京都両店の増築計画を進めていたこともあり、和歌山店は8月30日を以って閉店となった。
2代目
南海電鉄は、1971年開催の和歌山国体までに和歌山市駅に地上7階、東西約100mに及ぶ大ビルディングの建築構想を立て、髙島屋ならびに地元銀行に意向を打診した。このプランは実現に至らなかったが、このあと南海電鉄では百貨店、専門店、飲食店、銀行などから成る駅ビルの建築を計画。髙島屋に具体的に出店の勧誘があった。これを受け、髙島屋は和歌山市は古くからのサービスエリアであるので出店に同意。大阪店の分店として営業を再開することとした。
建設された南海和歌山ビルディングは、地下1階・地上7階・総面積17,217㎡。このうち和歌山店は、同ビルの核店舗として東側の1階から4階までの約5,000㎡を借用し、1973年5月16日に開店した。売場面積は約3,000㎡という小型店のため、商品アイテムは徹底的に絞り込み、百貨店というよりも専門店的なイメージを打ち出し、30歳前後の婦人層にスポットを当て営業を展開。1976年6月には店舗西側のオレンジタウン内の65㎡を借用し、メンズブティックを開設。カルダンのトータル展開を行った。さらに1978年10月にはメンズブティックの向かいの、売場に接続した81㎡をレディースブティックとして拡張。髙島屋の代表的なデザイナーブランドのウンガロ、カルダンを中心に品揃えを充実させた。
しかし、その後競争激化や商圏人口の減少で、和歌山店は10年以上赤字が続き、2014年8月31日を以って閉店となった。閉店後、髙島屋では和歌山地区の顧客に対する利便性確保のため、期間限定（主に中元・歳暮商品の販売）で営業する大阪店の出張店舗・「和歌山特設会場」を旧店舗の近隣にあるビルに開設するなどしている。なお、和歌山店が営業していた南海和歌山ビルディングは、市と南海電鉄が共に進める再開発計画によって解体され、跡地一帯にはオフィス棟（南海和歌山市駅ビル）、駐車場棟、商業棟、ホテル棟、公益施設棟からなる複合施設「キーノ和歌山」が整備され、2020年7月に全面開業した。
沿革
- 1931年9月11日、初代和歌山店が大阪店の出張所として、和歌山市七番丁1番地に開店[21]。
- 1948年8月1日、初代和歌山店が大阪店の支店に昇格、同年9月22日に和歌山市十番丁へ移転[180]。
- 1952年8月30日、初代和歌山店が閉店。
- 1973年5月16日、2代目和歌山店が大阪店の支店として開店。
- 2014年8月31日、閉店。

津山店
- 岡山県津山市大手町5-10 対鶴ビル 中鉄バス大手町バス停1分

4,500m2の小型店。
岡山髙島屋の支店として、地元百貨店「大手町デパート」の譲渡を受けて出店。アルネ・津山に天満屋が開店するため撤退した。
- 1991年5月27日開店。1999年3月31日閉店[182]。

今治髙島屋（今治店）
- 愛媛県今治市大正町1-1-2 瀬戸内運輸今治バスセンター併設

株式会社今治髙島屋が運営。
前身は「百貨店 今治センター」（ハイランドグループ加盟）。
- 1974年10月9日、資本提携により「せとうち髙島屋」に社名変更（店舗名は変更せず）。
- 1976年10月22日、「株式会社今治髙島屋」に社名変更。同年12月1日、店舗名も「今治髙島屋」に変更し、てこ入れを行う。
- 1984年6月17日、業績が向上しなかったため閉店。
- エアロプラザタカシマヤ
大阪府泉南郡田尻町 関西国際空港内エアロプラザ
1995年6月24日に開店。利用客低迷により、2004年3月31日閉店。

オーガスタプラザ
- 兵庫県神戸市中央区東川崎町1-8-1
- 1992年10月1日に開業。2002年9月30日までに撤退。

大阪ガスなどが所有していた神戸ハーバーランド地区に立地する建物に、大阪ガスグループとの合弁により開業。しかし開業以来、毎年赤字を計上するなど業績が低迷した。
2002年6月、大阪ガスは建物の所有権と施設の運営権を他社へ譲渡。同年9月末の賃貸契約期間満了をもって、髙島屋がビル内に展開していた9つの店舗は閉店し完全に撤退した。
株式会社岐阜髙島屋（岐阜店）
- 岐阜県岐阜市日ノ出町2-25[2] 平和ビル

売場面積23,924m2。
本館と別館(無印良品)にわかれている
当初は大垣市のハイランドグループ加盟百貨店であるヤナゲンとの合弁で計画されたが、最終的には髙島屋単独で開店した。そのヤナゲンが2019年9月28日をもって閉店したため、岐阜県内唯一の百貨店となっていたが、2024年7月末をもって営業を終了し、運営法人も翌月末に解散した。
- 1974年8月28日、「株式会社ヤナゲン髙島屋」を設立。
- 1976年10月8日、ヤナゲン髙島屋が「株式会社岐阜髙島屋」（旧社）へ改称。
- 1977年9月23日、開店。
- 1995年、吸収合併。
- 2004年、再分社化。株式会社岐阜髙島屋（2代）となる。
- 2024年7月31日、閉店。

#### 中型・小型店舗
- 髙島屋ストア水戸ローズランド店（茨城県水戸市宮町1丁目3-38）
売場面積3,173m2、「ローズランド」の名称だった[183]。
跡地にはサントピアネクストが入居した時期もある。建物は雑居ビル「中村ビル」として存続。
- 土浦店（茨城県土浦市川口1丁目1-26）
かつて存在した百貨店「伊勢屋」（のち「伊勢屋ファッションビルA-C-Tアクト」）の核テナントとして営業していた。撤退後は地元の衣料品チェーン「亀宗」が入居したが閉店。建物は解体され、跡地には「アーバンスクエア土浦ビル」が建設された。
- 桐生店（群馬県桐生市本町4丁目）
1932年4月、髙島屋十銭ストア（均一店）として桐生市本町4丁目に出店。1952年10月、株式会社丸高（のちの株式会社髙島屋ストア）が経営を引き継ぎ再出発。1967年11月、桐生出店35周年を期して店舗を大幅増築オープン。1982年に撤退。1階に入店していた鮮魚店「美喜仁」が建物を買い受け、寿司和食「美喜仁 本店」となる。現在の美喜仁ビル。
- 足利店（栃木県足利市通2丁目）
地下1階・地上4階建て。客用エレベーター1基、昇りエスカレーター設置。現在のいぶきビル跡地。
- 所沢店（埼玉県所沢市）
1970年7月に開業。その後に閉店し、1981年1月にシズオカヤが入店したが閉店。建物は解体され、現在はパチンコ店になっている。
- 岸和田店（大阪府岸和田市）
太平洋戦争前に、岸和田市堺町に出店。
- タカシマヤフードメゾン新横浜店
神奈川県横浜市港北区新横浜二丁目100-45 キュービックプラザ新横浜3・4階
売場面積約1,600m2[184]。

2008年3月26日、新規開業する駅ビルの商業ゾーンにおける核店舗として出店。「駅直結のデパ地下」をコンセプトに生鮮食料品や総菜、和洋菓子、土産品など計47ブランドを販売。しかし、横浜店と客層が重複し、長引くコロナ禍で新幹線の利用客や周辺スタジアムなどでイベントが減ったことから、テナント契約が満了を迎えるにあたり更新せず、2023年2月1日で閉店した。
　　　　
- タカシマヤフードメゾン岡山店
岡山県岡山市北区下石井一丁目2-1 イオンモール岡山1階
売場面積1,900m2。

2014年12月5日、新規開業するSCに西日本初の食料特化型の小型店として出店。北約200mにある岡山髙島屋が運営し、一般的な地方百貨店の1フロア分に相当する1,900㎡に、パリのブランド「フォション」の百貨店初となるカフェや、和洋中の総菜店、地元スイーツ店など31店が並んだ。2021年2月28日で営業を終える。
- タカシマヤスタイルメゾン海老名店
神奈川県海老名市扇町13-1 ららぽーと海老名2階
売場面積725m2。

2015年10月29日、海老名駅西口に新規開業するSCに新業態の編集型サテライトショップして出店。婦人服・婦人雑貨・化粧品販売を主体とした。2020年2月16日閉店。
- 髙島屋ローズサロン彦根
滋賀県彦根市佐和町11-30　アイ・シービル1階

「お城の町 彦根の小さな高島屋」と称し、髙島屋ゆかりの地・滋賀県で唯一の営業拠点として、京都店の分店として贈答品などの販売を行い、タカシマヤ友の会彦根営業所も併設されていた。2021年8月10日閉店。なお、後述のとおり、髙島屋は大津市への百貨店出店を断念したほか、戦前には彦根町内（当時）に系列の商店が出店していたこともある。

### 海外
- ニューヨーク髙島屋 Takashimaya New York LLC
693 Fifth Avenue，New York,N.Y10022, U.S.A
1993年4月23日に開店。「タカシマヤ・フィフスアベニュー」（100%出資子会社）が「フィフスビル」を所有し、「ニューヨーク髙島屋」はその子会社でテナントとして入居・営業。5番街の54・55丁目間で 地下1階・地上6階、売場面積1,705m2。2007年から赤字が続き、業績改善が見込めないとして、2010年6月5日に閉店[189]。 撤退にともない建物は売却され、両社とも清算された。

- パリ髙島屋 Paris, Takashimaya (France) S.A.
Printemps, 64 Boulevard Haussmann, 75009 Paris, FRANCE
1973年にパリ9区オースマン大通り「プランタン」本店内に入居。日本人スタッフが免税手続きをすることで人気があった。2011年8月に営業終了。現在、プランタンでは自社スタッフが直接日本人向けのサービスを行っている。

- ANAハウス髙島屋
1989年、ロンドン随一の高級店街であるオールド・ボンド・ストリートに全日空商事と共同で開店[190]。売場面積約500㎡。しかし、バブル崩壊後の日本経済の低迷で、日本人客向けの売り上げが減少していたため、1998年7月末で閉鎖[190]。

- シドニー髙島屋 SYDNEY, Takashimaya
177 Sussex Street, Sydney, N.S.W 2000 AUSTRALIA
1991年10月、「ホテル・ニッコー・ダーリングハーバー」の隣に開店[191]。土産物や免税品を取り扱うが、売上不振のため、2002年1月末閉鎖。2月末には運営会社のタカシマヤ・リテーリング・オーストラリアと、その卸子会社のタカシマヤ・オーストラリアも解散した[192]。

## 出店を断念した店舗
- 新宿店（国鉄新宿駅東口ビル）
新宿ターミナルビル（現・ルミネエスト新宿）開業にあたり出店を計画したが、西武グループを中心とする競合他社の反撃により、4社共同出資の寄合百貨店（専門店ビル）として開業。髙島屋の計画計画は白紙撤回された（ルミネエスト新宿#概要も参照）。のちにタカシマヤタイムズスクエアへ出店し、新宿への出店の悲願を果たしている。
- 上野店（東京都台東区）
バブル期に、JR東日本上野駅に超高層建築物建設が計画されていた駅ビルに出店構想があったが、バブル崩壊や東北・上越新幹線の東京駅延伸による乗降客の減少による地元の反対、駅舎の歴史的価値などから、駅ビルの建設計画自体が立ち消えになった。のちに既存の駅舎を活かして、駅ナカに上野アトレが出店している。
- 港北ニュータウン店（神奈川県横浜市都筑区）
横浜市営地下鉄センター南駅前に設定された共同化義務街区の競争入札へ応札して第一交渉権を得た[193]。地上15階・地下4階、延べ床面積163,400m2の商業施設を構想したが、共同化義務街区の地権者組織との交渉が物別れに終わり、出店を断念した[194]。センター南駅前には港北東急が出店した。
- 相模大野店（神奈川県相模原市）
相模大野駅西側地区第一種市街地再開発事業の核店舗として出店する予定だったが、既に伊勢丹相模原店、岡田屋モアーズなどがあり、計画は白紙になった。出店予定だった土地にはbono相模大野がオープンしている。
- 藤沢店（神奈川県藤沢市）
1950年代から「髙島屋ストア」を出店しており、藤沢駅北口再開発事業で建設される「北口再開発ビル」に横浜髙島屋の支店として入居することが内定していたが、隣地で営業していたさいか屋と先行進出していた地方百貨店3社の猛反対に遭ったことで出店を断念した。
- 大津店（滋賀県大津市）
浜大津駅周辺の再開発に伴い、1983年（昭和58年）に都市計画決定されて、現在の明日都浜大津への出店が決定した。しかし、バブル崩壊に伴い、1992年（平成4年）に出店辞退を表明した[195]。代わりに十字屋が浜大津OPAを出店したが、2004年（平成16年）3月末に撤退した。

このため、滋賀県ゆかりの当社による百貨店の出店は実現しなかった。しかし、彦根市には戦前に当社系列の商店が出店していたほか、2021年8月までは京都店管轄の小型店舗「ローズサロン彦根」もあった。京都店のパークアンドライドサービスを行っている駐車場も大津店予定地の周辺に存在する。
- 梅田店（大阪市北区）
大正時代末から大阪市高速電気軌道第1号線（現在のOsaka Metro御堂筋線）の建設計画に合わせ、大阪市は阪神電気鉄道に梅田駅（大阪梅田駅）の移転・路線延伸を求めた。費用の回収のために1929年（昭和4年）に大阪市に百貨店用地の分譲を求め[196]、既に南海難波駅に進出していた当社[197]と1930年にビルの賃貸の予約の覚書を交わし[196]、テナントとして髙島屋梅田店（阪神髙島屋）を入居する形でのターミナルデパートの建設を計画した。1931年（昭和6年）12月には建物の設計まで終えた[197]。しかし、1933年3月には阪神電気鉄道梅田停留場構内の店舗を直営の阪神マートを開業し[198]、1937年1月22日に阪神電気鉄道の役員会で「阪神ビルの百貨店は資本金2百万円の株式会社阪神百貨店を新設し阪神傍系の別会社として経営する」と決定し、その日のうちに創立総会を開いて阪神電気鉄道の100%子会社である株式会社阪神百貨店を新設し、事実上直営化する方向へ方針転換した[197]。現在、この地には大阪梅田ツインタワーズ・サウスとして、阪神百貨店梅田本店のほか、エイチ・ツー・オー リテイリングや阪急阪神百貨店の本社などが入居している。
- 西宮店（兵庫県西宮市）
1980年代、西宮市沖合の埋め立て地「西宮浜」エリアに建設される西宮マリナシティへの出店を計画していた。しかし、1990年代に計画が見直され、住宅中心の開発となったこともあり、駅から遠い立地での不採算なども理由に出店を断念した。その後、苦楽園地区での三越の出店計画なども実現せず、西宮市は阪神間では珍しく百貨店のない都市であった。しかし、2003年に阪神百貨店が当社出店予定地の最寄駅・阪神西宮駅高架下商業施設「エビスタ西宮」に開業した。2008年には阪急百貨店も西宮阪急を開業している。
- 神戸店（神戸市中央区、国鉄三ノ宮駅）
国鉄（当時）が三ノ宮駅に建設する三宮ターミナルビルに、売場面積3,000m2のキーテナントとして阪急百貨店が入居する計画があった[199]。しかし、当初の計画よりもさらに売場面積が縮小されたので断念した[200]。このため、県道21号を挟んで反対側に神戸店を出店するそごう、明石町（元町）に神戸店を抱える大丸に加え、神戸市に店舗のなかった阪神百貨店や当社などが出店を争った。しかし、ダイエーグループの出店が決定し、プランタンの日本1号店「プランタン三宮（のち、プランタン神戸PART1）」をキーテナントとして、三宮ターミナルビルが1981年3月に開業した。同ビルは2018年3月に閉店後、新ビルの建設まで更地となっている。
- 高松髙島屋（香川県高松市）
1970年代には「コトデン高島屋」構想があり[201]、瓦町駅ビルに入居する「コトデンそごう」の経営破綻に当たり、当社の協力で経営再建する方向だったものの、破談となった。代わりに天満屋の出資で2001年に「高松天満屋」が出店したが、2004年2月期の151億円をピークに年商が減少したこともあり、2014年に閉店し、会社清算した。現在、専門店ビル「コトデン瓦町ビル」となっているが、食品スーパーの退去など、苦戦が続いている。
- 博多店（JR博多駅）

2000年代前半ごろ、当社の出店を前提に、博多井筒屋の入居していた博多ステーションビルの建て替え計画が持ち上がった。井筒屋グループを排除して進出が内定しかけたが、5万m2を超える大型店との主張を崩さなかった。このため、JR九州が主張する約4万m2での出店に応じた阪急百貨店に一転して敗れ、出店の機会を逸した。博多阪急が、2011年（平成23年）3月3日にJR博多シティの核テナントとして開業した。九州では、玉屋グループ（シンボルフラワーが同じ「バラ」）がハイランドグループの一員であるが、福岡県内の店舗が相次いで閉店に追い込まれたこともあり、これらに代わるハイランドグループ九州地区拠点としての出店を目指していた。
このほか、福岡市中央区天神と、博多区下川端にも出店構想があった。
2012年、下川端にある博多リバレインの商業施設「イニミニマニモ」の運営権を子会社の東神開発が取得。2015年6月12日、同施設の名称を「博多リバレインモール by TAKASHIMAYA」に変更。

## クレジットカード
髙島屋に関連するクレジットカードは、2013年2月の時点で以下の4種類が存在する。前3種については当該記事を参照。
なお髙島屋では、それらとは別にNTTドコモのクレジットカードである「dカード」「dカードゴールド」を支払いに使うことでdポイントが最大で2.5%還元される施策が行われている（いよてつ髙島屋は除く）。またdカードで決済せずとも「dポイントカード（アプリ）」を提示することで、dポイントが貯まる。他にもQRコード決済の「d払い」に対応している。
- タカシマヤカード - 子会社である髙島屋ファイナンシャル・パートナーズが発行。券面デザインは「赤いバラ」[203]。
- タカシマヤセゾンカード - クレディセゾンが発行。券面デザインは「白いバラ」[204]。セゾンカード独自の永久不滅ポイントではなく、タカシマヤポイントが積算される。
- いよてつローズカード - 伊予鉄髙島屋が日専連えひめと提携して発行。
- S・Cカードインターナショナル - 東神開発が三菱UFJニコスと提携して発行。玉川髙島屋S・C全体の提携カードという位置づけ。発行当初、汎用カードとしてはVisa加盟店専用で日本信販（当時）の加盟店では利用できなかったが、のちに標準のNICOSカードベースへ変更された。

## 大阪店の増床・改装
大阪店では、店舗東側に建っていた新事務館・事務別館・別館・南分館・南別館の後方施設を取り壊し、新館「TE館」を建設し増床した。加えて当初は従来店舗の一部のみを改装する予定だったが、既存の本館と増床部を一体化し「新本館」となった。投資額は340億円。従来の店舗で売り場が分散していたブランド店と洋品雑貨、レストランをそれぞれ集約・拡充し、増床前の約56,000m2に22,000m2のTE館を加えて、78,000m2となった。2006年秋に着工し、2009年秋に開業する計画であったが、2007年10月に全面開業を1年先送りし、2010年秋に変更すると発表した。既存建物（本館）の改装を段階的に実施し、売り場の閉鎖など工事にともなう売り上げへの影響を最小限に抑えるのが狙いである。
増床部「TE館」の建設は2期に分けて行われ、第1期の南部分（事務所棟）が2007年冬に竣工し、2008年1月から使用を開始。第2期の部分は2009年秋に竣工した（南海ターミナルビル改装工事と同時プロジェクト）。
店舗の改装は3期に分けて行われ、2010年3月2日に、TE館・22,000m2（地下1階・地上9階）を含めた第1期分（既存売場の一部の改装を含む）が先行開業し、同年9月1日には地階や中央ゾーンの一部を改装したことによる第2期分がオープン。そして2011年3月3日に、既存売場の残りの部分が改装されたことで全館がグランドオープンした（なんばCITYのリニューアルを含めた南海難波駅のリニューアルは、2011年4月26日に完成）。
この増床・改装により、南海・難波駅のホームに直結した出入り口を本館3階に新設したほか、三菱UFJ銀行難波支店が使用していた本館の地下1階から地上2階（銀行移転後の跡地は約1,300m2）の一部を売り場に変更。隣接する南海難波駅や商業施設「なんばCITY」「なんばパークス」 との回遊性も高めた。

## 丸井今井支援への動き
2009年2月19日の各報道によれば、民事再生法を申請した北海道札幌市の百貨店「丸井今井」の支援企業として髙島屋が名乗りを上げたことが判明した。理由として髙島屋の店舗が北海道に存在しないことが挙げられており、もともとの提携先である伊勢丹（三越伊勢丹ホールディングス）の対応次第では、髙島屋傘下に移行して再建を図る可能性があると見られていた（経営統合の結果直系となった札幌三越や、伊勢丹と業務提携関係にある東急百貨店札幌店との調整を迫られることになる）。
同年4月19日には、札幌の本店のほか、旭川・函館・室蘭の計4店の支援を表明した髙島屋が、丸井今井の支援企業となることに合意したとの報道発表があった（三越伊勢丹HDは、札幌と函館の2店舗のみの支援を表明）。しかしその後、髙島屋側と丸井今井側との間で支援額などの条件で折り合いがつかなくなり、合意が白紙撤回されたことにより、同年4月30日に三越伊勢丹HDが丸井今井を支援することに決定した。なお2011年、現在は、三越伊勢丹HD傘下である札幌丸井三越と函館丸井今井の2社がそれぞれ運営する体制となっている。

## 関連会社
- 株式会社アール・ティー・コーポレーション（東京都中央区） - 鼎泰豊などの飲食店舗運営
- 株式会社伊予鉄髙島屋（松山市）
- 株式会社エー・ティ・エー（東京都中央区）
- 株式会社グッドリブ（東京都中央区）
- 株式会社ジェイアール東海髙島屋（愛知県名古屋市中村区） - ジェイアール名古屋タカシマヤの運営会社
- 株式会社センチュリーアンドカンパニー（東京都中央区）
- 髙島屋ファイナンシャル・パートナーズ株式会社（東京都中央区）
- 髙島屋スペースクリエイツ株式会社（東京都中央区）
- 株式会社髙島屋友の会（東京都中央区）
- 株式会社髙島屋サービス（東京都中央区）-髙島屋ビジネスサービスと髙島屋ビルメンテナンスと髙島屋物流と髙島屋テレコムが合併して発足。
- 髙島屋保険株式会社 （東京都中央区）
- たまがわ生活文化研究所株式会社（東京都中央区）
- 東神開発株式会社（東京都世田谷区）
  - ナトー・コーポレーション株式会社（東京都世田谷区）
- 株式会社セレクトスクエア（東京都江東区）
- TAKASHIMAYA TRANSCOSMOS INTERNATIONAL COMMERCE（シンガポール共和国)

ほか

### かつての関連会社

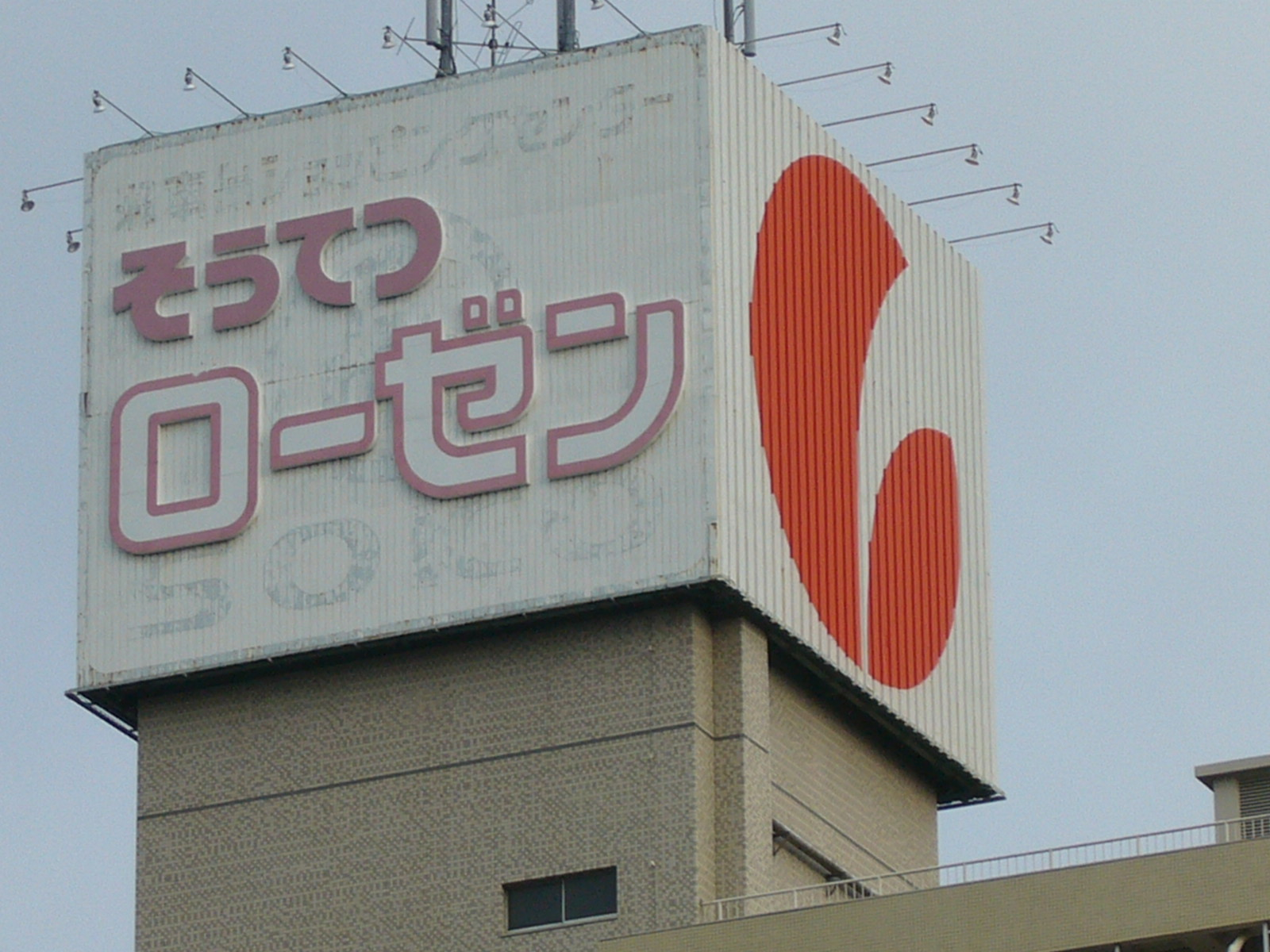
看板の下地に、相高ストアのマークの痕跡が残っている

- 相鉄ローゼン - 相模鉄道系列のスーパーマーケット。1959年4月に相模鉄道・相鉄不動産（初代）・横浜髙島屋の3社が合弁で設立した、株式会社相高（店舗名：相高ストア）が前身。髙島屋のロゴマークと相模鉄道の社紋の外周部を融合したマークと、髙島屋の線バラと同様のシンボルが使われていた[207]。1982年9月に相鉄ストアを運営する相鉄興業に吸収された際に、髙島屋のシンボルにちなんで『ローゼン』（バラ）の名がつけられた現在の社名に変更。2003年8月に持分全株を相鉄グループに譲渡[208]。現在は相鉄ホールディングスの完全子会社。
- 髙島屋ストア（当初は丸高ストア）- 大阪市・堺市中心に同名のスーパーマーケットを数店舗営業していた。全店舗をイズミヤに営業譲渡。現在は「デイリーカナート」として営業中。
- 髙島屋日発工業 - 当社および子会社の「髙島屋工作所」と日本発条・トヨタ自動車によって設立された、シートなどの自動車内装メーカー。髙島屋がトヨタに株を売却したことから経営からは撤退し、社名も「タカニチ」に変更。現在はグループ内統合によりトヨタ紡織となっている。
- トヨタカローラ髙島屋 - 1965年に営業を開始し、1983年2月にトヨタ東京カローラへ事業譲渡。また、輸入中古車販売店も運営していたこともあった[注釈 12]。
- 生活彩家 - 株式会社ハイ・リテイル・システムが運営のコンビニエンスストア。現在はポプラ傘下。
- 白樺自動車 - 東京都23区内でハイヤー・タクシー事業および来店者用送迎バスの運行を担当していたが、1995年3月に業界大手の国際自動車に売却。
- 株式会社タップ（大阪市中央区） - 会社解散
- 株式会社ファッションプラザ・サンローゼ（東京都渋谷区）- 元々は宿泊施設系の不動産デベロッパーだった「高島屋サンローゼ」と、衣料系の不動産デベロッパーだった「ファッションプラザ」の2社が主な母体。2012年からは化粧品専門店「TAKASHIMAYA COSMETICS」を展開したりしていたが、2023年3月をもって全店舗を閉店し廃業した。なお一部の残存事業は東神開発に移管されている[209]。

## テレビ番組
- 日経スペシャル ガイアの夜明け “激動 流通サバイバル” 第1回 百貨店 再編のゆくえ（2007年9月11日、テレビ東京）[210]。- 百貨店統合相次ぐ中で高島屋を取材。

## 提供番組
過去
- 皇室アルバム（毎日放送） - 髙島屋が毎日放送に働きかけ番組がスタート[211]。2003年3月まで単独で提供。ただし、1996年6月15日から1997年9月27日までを除く。
- 髙島屋バラ劇場（TBS、朝日放送）- 1961年4月～1963年5月[211]。
- ミス・ユニバース企画（朝日放送など7局ネット）- 1968年4月～ 年2回放送。春の日本代表選出大会と夏の世界大会中継などを内容とした1時間番組。髙島屋は共同で提供[211]。
- ロンパールーム（日本テレビ） - 1968年10月から、日本テレビ・読売テレビの2局のみで提供スポンサーを開始[211]。マスコットキャラクターである「ローズちゃん」（各店総合案内所に人形を展示）のオリジナルCM（人形アニメ）を放送していた。関東地区は1977年12月、関西地区は1978年3月でスポンサーを終了[211]。
- 土曜ですこんにちは（フジテレビ）- 1972年1月～1978年3月[211]。玉川髙島屋ショッピングセンターから毎週生中継[211]。
- ワイドショー今 → 2時のワイドショー → Beアップル2時!（読売テレビ・関西ローカル）1977年10月～[211]。
- 土曜洋画劇場（テレビ朝日）- 1976年10月～1977年3月[211]。
- はやく起きた朝は…（フジテレビ） - 2010年4月 ～2011年1月、筆頭提供。「株式会社髙島屋」と提供読みがされていた。
- この他、『新婚さんいらっしゃい!』（朝日放送）- ペアマッチでの出場者プレゼント（スポンサー各社からの提供分を除く）の発送を担当。『がっちり買いまショウ』（毎日放送）にも協賛していた。

テレビショッピング
- こんにちは!奥さん2時です→ティータイム2（東京12チャンネル）- 1971年5月26日から毎週1回（木曜日、のち週2回に拡大）その場でお買い得商品を案内し購入希望者を募る「あなたのスペシャルショップ」のコーナーが設けられる。これは髙島屋の持ち込み企画により実現したもので、コマーシャルの枠ではなく、番組の中で視聴者サービスの一環として商品紹介が行われた[212]。
- 奈良和モーニングショー→溝口泰男モーニングショー（NETテレビ）- 上述『こんにちは奥さん!2時です』において商品販売が好調に推移したことを受け、テレビ販売を拡大することになり、1972年2月から毎週金曜日に「ディスカウントセール」というコーナーを設置[212]。
- ザ・ロンゲストショー→ウィークエンド東京（東京12チャンネル）- テレビ販売の伸びが続いていたため、1973年11月から毎週土曜放送のワイド番組に「スペシャルショップ」のコーナーを設置[212]。

## 髙島屋が舞台となっている作品
- 閉店時間 - （1962年、大映）横浜店が銀座の「○高デパート」として登場。
- GA 芸術科アートデザインクラス - デパート自体が舞台というわけではないが、主人公達が通う高校の制服が髙島屋製という設定となっている[213]。

## ギャラリー

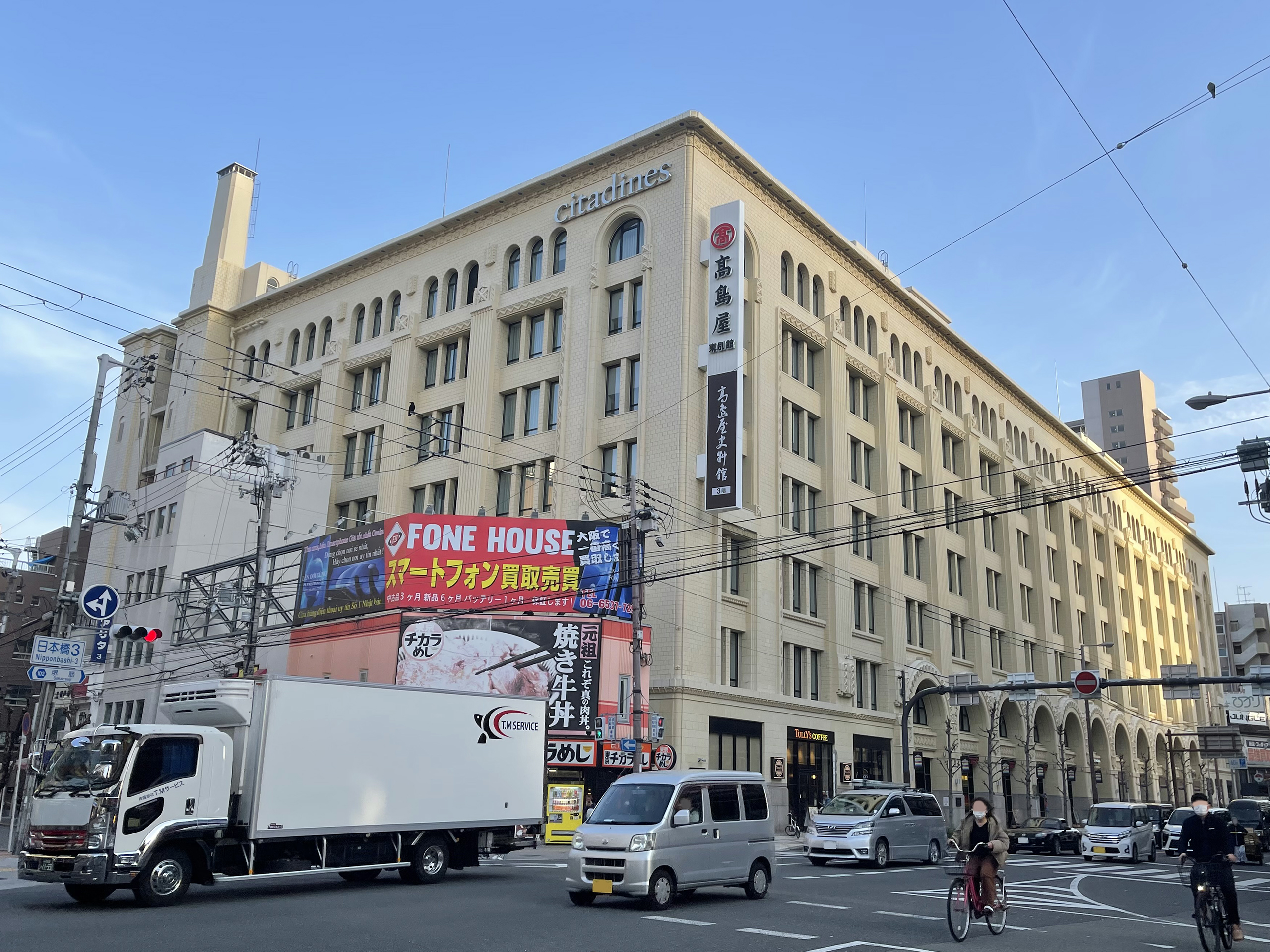
髙島屋東別館
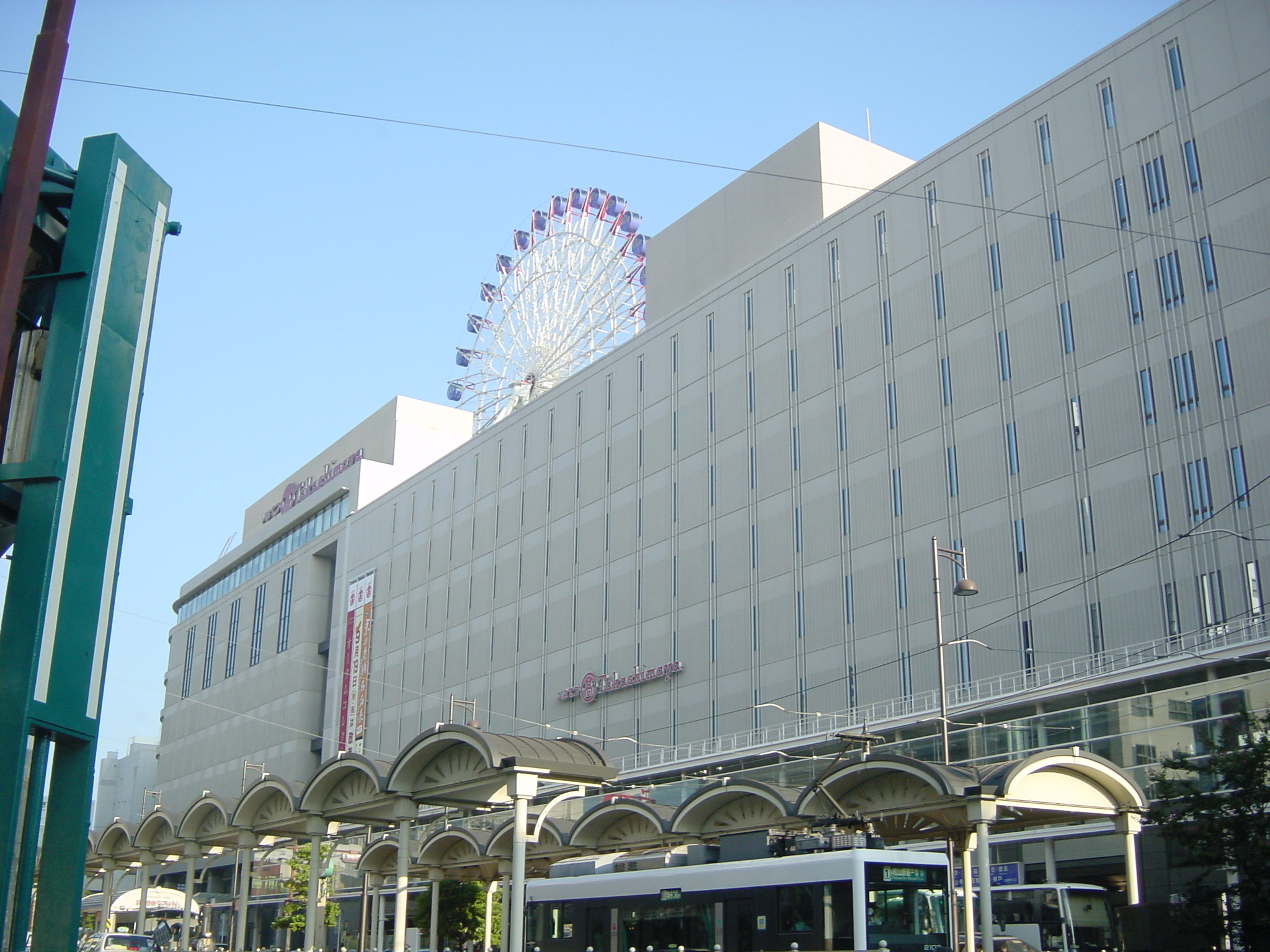
いよてつ髙島屋
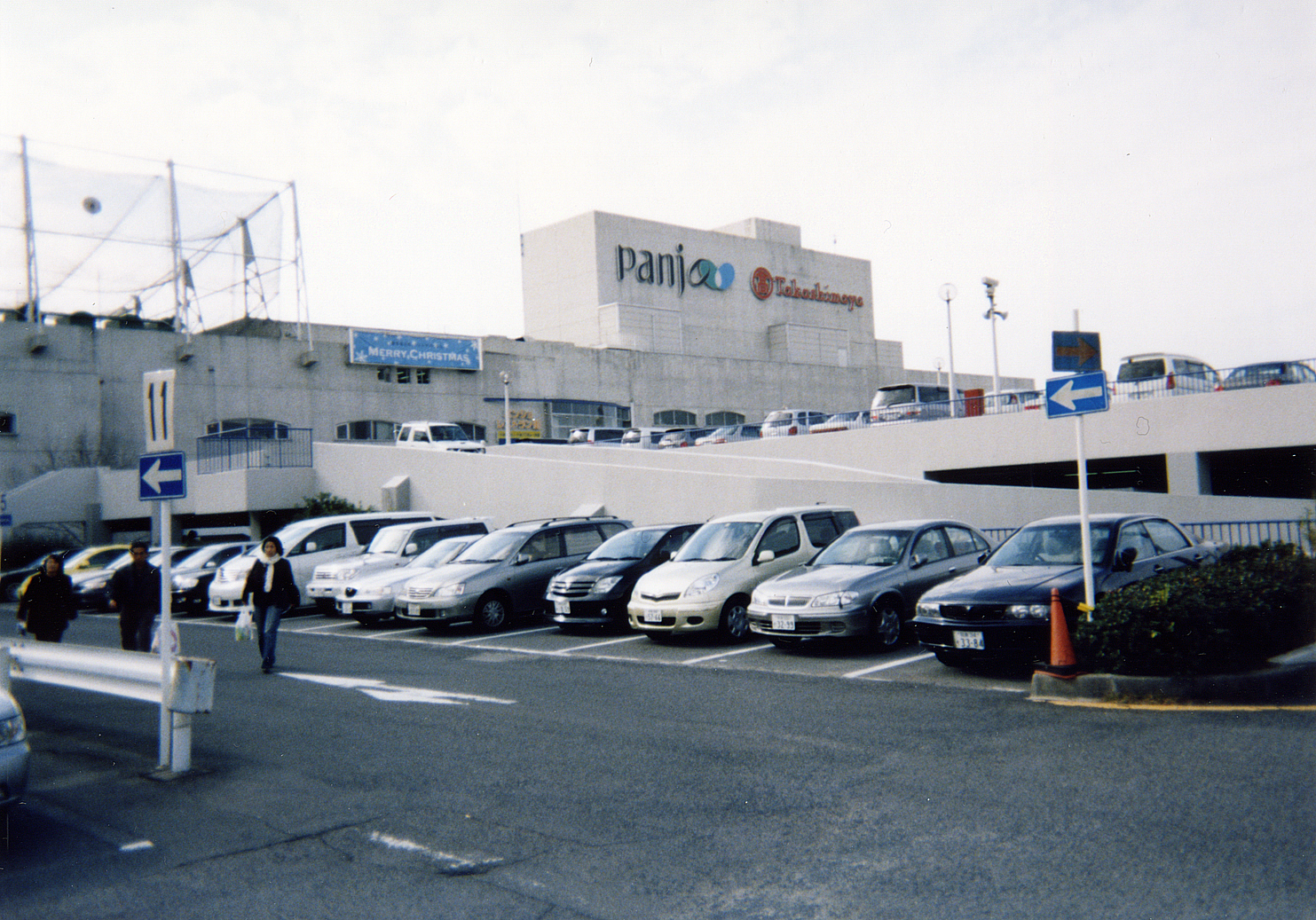
泉北店
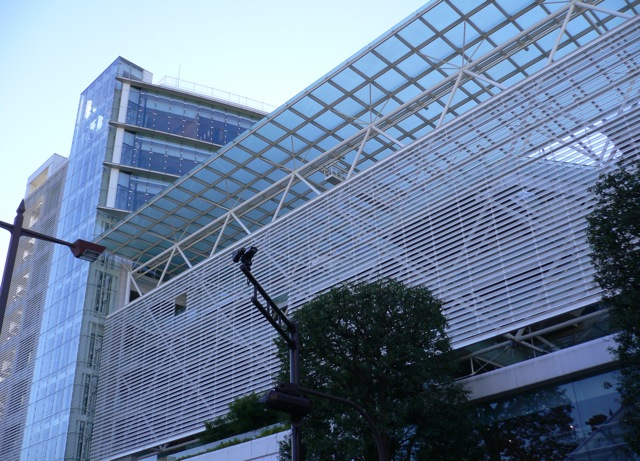
玉川店南館
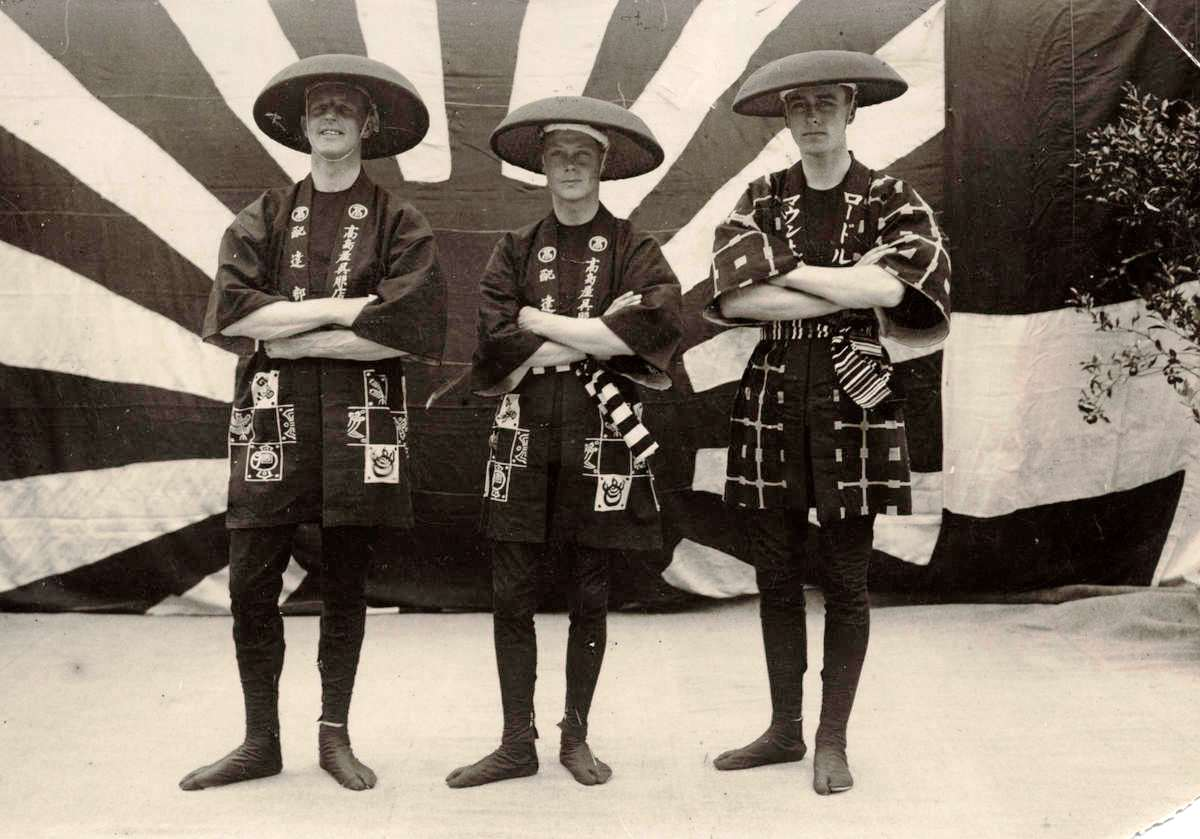
髙島屋呉服店配達部の法被を着たエドワード8世（写真中央）ルイス・マウントバッテン（写真右）1922年訪日時）